# Shayne Ward
Shayne Thomas Ward (n. 16 octombrie 1984, Manchester, Anglia, Regatul Unit) este un cântăreț britanic. El a debutat în anul 2005, când a participat la cel de-al doilea sezon al emisiunii-concurs The X Factor, fiind declarat câștigătorul competiției. La finele aceluiași an, Ward lansează discul single „That's My Goal” ce atinge prima poziție în UK Singles Chart, înregistrând vânzări de peste 742.000 în prima săptămână. Primul material discografic de studio, Shayne Ward, a câștigat locul 1 în UK Album Chart, datorită celor peste 200.000 de exemplare comercializate în doar șapte zile. De pe album au mai fost lansate încă două discuri single, „No Promises” și „Stand by Me”.
În vara anului 2007 se anunța lansarea unui nou single, „If That's OK with You”, ce urma să facă parte de pe materialul Breathless. Eliberarea piesei a fost amânată până la finele lunii septembrie, fiind lansată împreună cu melodia „No U Hang Up” în Regatul Unit. Discul a obținut poziția secundă în UK Singles Chart, datorită celor peste 33.000 de exemplare vândute. Cele două piese au activat separat în alte regiuni, astfel că, „If That's OK with You” a obținut locul 1 în Irlanda, în timp ce „No U Hang Up” s-a clasat în top 20 în Croația, Danemarca și Europa. Albumul Breathless a debutat pe locul 2 în Regatul Unit, înregistrând vânzări de peste 95.000 de exemplare. De pe acesta a mai fost extrasă piesa cu același nume, ce a ocupat locul 1 în Taiwan.

## Viața timpurie
Ward s-a născut pe data de 16 octombrie 1984 în orașul Manchester, din Anglia. Interpretul s-a născut cu două luni înaintea termenului prevăzut de medici și avea probleme de respirație, datorită faptului că plămânii săi nu erau suficient de dezvoltați. Părinți artistului sunt de origine irlandeză, acesta având încă trei frați, Mark, Martin, Michael și trei surori, Leona, Lisa, Emma. În anul 2002, interpretul a participat la emisiunea-concurs Popstars: The Rivals, spectacolul ce le-a avut drept câștigătoare pe componentele grupului musical Girls Aloud. Înainte de a participa la emisiunea The X Factor, acesta activa într-o formație numită Destiny, alături de Tracy Murphy și Tracey Lyle. Alături de cele două, Ward susținea recitaluri în cadrul diferitor spectacole sau ceremonii.

## Cariera muzicală

### 2005: Participarea la The X Factor
La începutul anului 2005, Ward s-a prezentat la audițiile realizate pentru cel de-al doilea sezon al emisiunii-concurs The X Factor. În cadrul acestora, artistul i-a impresionat într-un mod pozitiv pe membrii juriului (Simon Cowell, Sharon Osbourne și Louis Walsh), reușind să se califice în etapa următoare. Categoria participanților cu vârste cuprinse între 16 și 24 de ani (unde era inclus și artistul), a fost ajutată de Louis Walsh, Ward clasându-se între primi doisprezece concurenți rămași în competiție. Cântărețul a devenit favoritul competiției, într-un interval sucrt de timp, fiind declart cânștigătorul emisiunii la finele anului 2005, după ce l-a surclasat pe concurentul Andy Abraham. În urma victoriei, interpretul a semnat un contract cu casa de discuri Syco Music, în valoare de un million de lire sterline.

#### Cântece interpretate în cadrul The X Factor
| Săptămână | Săptămână | Săptămână | Săptămână | Săptămână | Săptămână | Săptămână | Săptămână | Săptămână | Săptămână | Săptămână | Săptămână | Săptămână | Săptămână | Săptămână | Săptămână | Săptămână | Săptămână | Săptămână | Săptămână | Săptămână | Săptămână | Săptămână | Săptămână | Săptămână | Săptămână | Săptămână | Săptămână | Săptămână | Săptămână | Săptămână | Săptămână | Săptămână | Săptămână | Săptămână | Săptămână | Săptămână | Săptămână | Săptămână | Săptămână | Săptămână | Săptămână | Săptămână | Săptămână | Săptămână | Săptămână | Săptămână | Săptămână | Săptămână | Săptămână | Săptămână | Săptămână | Săptămână | Săptămână | Săptămână | Săptămână | Săptămână | Săptămână | Săptămână | Săptămână | Săptămână | Săptămână | Săptămână | Săptămână | Săptămână | Săptămână | Săptămână | Săptămână | Săptămână | Săptămână | Săptămână | Săptămână | Săptămână | Săptămână | Săptămână | Săptămână | Săptămână | Săptămână | Săptămână | Săptămână | Săptămână | Săptămână | Săptămână | Săptămână | Săptămână | Săptămână | Săptămână | Săptămână | Săptămână | Săptămână | Săptămână | Săptămână | Săptămână | Săptămână | Săptămână | Săptămână | Săptămână | Săptămână | Săptămână | Săptămână | Cântec                             | Cântec                             | Cântec                             | Cântec                             | Cântec                             | Cântec                             | Cântec                             | Cântec                             | Cântec                             | Cântec                             | Cântec                             | Cântec                             | Cântec                             | Cântec                             | Cântec                             | Cântec                             | Cântec                             | Cântec                             | Cântec                             | Cântec                             | Cântec                             | Cântec                             | Cântec                             | Cântec                             | Cântec                             | Cântec                             | Cântec                             | Cântec                             | Cântec                             | Cântec                             | Cântec                             | Cântec                             | Cântec                             | Cântec                             | Cântec                             | Cântec                             | Cântec                             | Cântec                             | Cântec                             | Cântec                             | Cântec                             | Cântec                             | Cântec                             | Cântec                             | Cântec                             | Cântec                             | Cântec                             | Cântec                             | Cântec                             | Cântec                             | Cântec                             | Cântec                             | Cântec                             | Cântec                             | Cântec                             | Cântec                             | Cântec                             | Cântec                             | Cântec                             | Cântec                             | Cântec                             | Cântec                             | Cântec                             | Cântec                             | Cântec                             | Cântec                             | Cântec                             | Cântec                             | Cântec                             | Cântec                             | Cântec                             | Cântec                             | Cântec                             | Cântec                             | Cântec                             | Cântec                             | Cântec                             | Cântec                             | Cântec                             | Cântec                             | Cântec                             | Cântec                             | Cântec                             | Cântec                             | Cântec                             | Cântec                             | Cântec                             | Cântec                             | Cântec                             | Cântec                             | Cântec                             | Cântec                             | Cântec                             | Cântec                             | Cântec                             | Cântec                             | Cântec                             | Cântec                             | Cântec                             | Cântec                             | Artist                 | Artist                 | Artist                 | Artist                 | Artist                 | Artist                 | Artist                 | Artist                 | Artist                 | Artist                 | Artist                 | Artist                 | Artist                 | Artist                 | Artist                 | Artist                 | Artist                 | Artist                 | Artist                 | Artist                 | Artist                 | Artist                 | Artist                 | Artist                 | Artist                 | Artist                 | Artist                 | Artist                 | Artist                 | Artist                 | Artist                 | Artist                 | Artist                 | Artist                 | Artist                 | Artist                 | Artist                 | Artist                 | Artist                 | Artist                 | Artist                 | Artist                 | Artist                 | Artist                 | Artist                 | Artist                 | Artist                 | Artist                 | Artist                 | Artist                 | Artist                 | Artist                 | Artist                 | Artist                 | Artist                 | Artist                 | Artist                 | Artist                 | Artist                 | Artist                 | Artist                 | Artist                 | Artist                 | Artist                 | Artist                 | Artist                 | Artist                 | Artist                 | Artist                 | Artist                 | Artist                 | Artist                 | Artist                 | Artist                 | Artist                 | Artist                 | Artist                 | Artist                 | Artist                 | Artist                 | Artist                 | Artist                 | Artist                 | Artist                 | Artist                 | Artist                 | Artist                 | Artist                 | Artist                 | Artist                 | Artist                 | Artist                 | Artist                 | Artist                 | Artist                 | Artist                 | Artist                 | Artist                 | Artist                 | Artist                 | Rezultat   | Rezultat   | Rezultat   | Rezultat   | Rezultat   | Rezultat   | Rezultat   | Rezultat   | Rezultat   | Rezultat   | Rezultat   | Rezultat   | Rezultat   | Rezultat   | Rezultat   | Rezultat   | Rezultat   | Rezultat   | Rezultat   | Rezultat   | Rezultat   | Rezultat   | Rezultat   | Rezultat   | Rezultat   | Rezultat   | Rezultat   | Rezultat   | Rezultat   | Rezultat   | Rezultat   | Rezultat   | Rezultat   | Rezultat   | Rezultat   | Rezultat   | Rezultat   | Rezultat   | Rezultat   | Rezultat   | Rezultat   | Rezultat   | Rezultat   | Rezultat   | Rezultat   | Rezultat   | Rezultat   | Rezultat   | Rezultat   | Rezultat   | Rezultat   | Rezultat   | Rezultat   | Rezultat   | Rezultat   | Rezultat   | Rezultat   | Rezultat   | Rezultat   | Rezultat   | Rezultat   | Rezultat   | Rezultat   | Rezultat   | Rezultat   | Rezultat   | Rezultat   | Rezultat   | Rezultat   | Rezultat   | Rezultat   | Rezultat   | Rezultat   | Rezultat   | Rezultat   | Rezultat   | Rezultat   | Rezultat   | Rezultat   | Rezultat   | Rezultat   | Rezultat   | Rezultat   | Rezultat   | Rezultat   | Rezultat   | Rezultat   | Rezultat   | Rezultat   | Rezultat   | Rezultat   | Rezultat   | Rezultat   | Rezultat   | Rezultat   | Rezultat   | Rezultat   | Rezultat   | Rezultat   | Rezultat   |
| 01.       | 01.       | 01.       | 01.       | 01.       | 01.       | 01.       | 01.       | 01.       | 01.       | 01.       | 01.       | 01.       | 01.       | 01.       | 01.       | 01.       | 01.       | 01.       | 01.       | 01.       | 01.       | 01.       | 01.       | 01.       | 01.       | 01.       | 01.       | 01.       | 01.       | 01.       | 01.       | 01.       | 01.       | 01.       | 01.       | 01.       | 01.       | 01.       | 01.       | 01.       | 01.       | 01.       | 01.       | 01.       | 01.       | 01.       | 01.       | 01.       | 01.       | 01.       | 01.       | 01.       | 01.       | 01.       | 01.       | 01.       | 01.       | 01.       | 01.       | 01.       | 01.       | 01.       | 01.       | 01.       | 01.       | 01.       | 01.       | 01.       | 01.       | 01.       | 01.       | 01.       | 01.       | 01.       | 01.       | 01.       | 01.       | 01.       | 01.       | 01.       | 01.       | 01.       | 01.       | 01.       | 01.       | 01.       | 01.       | 01.       | 01.       | 01.       | 01.       | 01.       | 01.       | 01.       | 01.       | 01.       | 01.       | 01.       | 01.       | „Right Here Waiting for You”       | „Right Here Waiting for You”       | „Right Here Waiting for You”       | „Right Here Waiting for You”       | „Right Here Waiting for You”       | „Right Here Waiting for You”       | „Right Here Waiting for You”       | „Right Here Waiting for You”       | „Right Here Waiting for You”       | „Right Here Waiting for You”       | „Right Here Waiting for You”       | „Right Here Waiting for You”       | „Right Here Waiting for You”       | „Right Here Waiting for You”       | „Right Here Waiting for You”       | „Right Here Waiting for You”       | „Right Here Waiting for You”       | „Right Here Waiting for You”       | „Right Here Waiting for You”       | „Right Here Waiting for You”       | „Right Here Waiting for You”       | „Right Here Waiting for You”       | „Right Here Waiting for You”       | „Right Here Waiting for You”       | „Right Here Waiting for You”       | „Right Here Waiting for You”       | „Right Here Waiting for You”       | „Right Here Waiting for You”       | „Right Here Waiting for You”       | „Right Here Waiting for You”       | „Right Here Waiting for You”       | „Right Here Waiting for You”       | „Right Here Waiting for You”       | „Right Here Waiting for You”       | „Right Here Waiting for You”       | „Right Here Waiting for You”       | „Right Here Waiting for You”       | „Right Here Waiting for You”       | „Right Here Waiting for You”       | „Right Here Waiting for You”       | „Right Here Waiting for You”       | „Right Here Waiting for You”       | „Right Here Waiting for You”       | „Right Here Waiting for You”       | „Right Here Waiting for You”       | „Right Here Waiting for You”       | „Right Here Waiting for You”       | „Right Here Waiting for You”       | „Right Here Waiting for You”       | „Right Here Waiting for You”       | „Right Here Waiting for You”       | „Right Here Waiting for You”       | „Right Here Waiting for You”       | „Right Here Waiting for You”       | „Right Here Waiting for You”       | „Right Here Waiting for You”       | „Right Here Waiting for You”       | „Right Here Waiting for You”       | „Right Here Waiting for You”       | „Right Here Waiting for You”       | „Right Here Waiting for You”       | „Right Here Waiting for You”       | „Right Here Waiting for You”       | „Right Here Waiting for You”       | „Right Here Waiting for You”       | „Right Here Waiting for You”       | „Right Here Waiting for You”       | „Right Here Waiting for You”       | „Right Here Waiting for You”       | „Right Here Waiting for You”       | „Right Here Waiting for You”       | „Right Here Waiting for You”       | „Right Here Waiting for You”       | „Right Here Waiting for You”       | „Right Here Waiting for You”       | „Right Here Waiting for You”       | „Right Here Waiting for You”       | „Right Here Waiting for You”       | „Right Here Waiting for You”       | „Right Here Waiting for You”       | „Right Here Waiting for You”       | „Right Here Waiting for You”       | „Right Here Waiting for You”       | „Right Here Waiting for You”       | „Right Here Waiting for You”       | „Right Here Waiting for You”       | „Right Here Waiting for You”       | „Right Here Waiting for You”       | „Right Here Waiting for You”       | „Right Here Waiting for You”       | „Right Here Waiting for You”       | „Right Here Waiting for You”       | „Right Here Waiting for You”       | „Right Here Waiting for You”       | „Right Here Waiting for You”       | „Right Here Waiting for You”       | „Right Here Waiting for You”       | „Right Here Waiting for You”       | „Right Here Waiting for You”       | „Right Here Waiting for You”       | Richard Marx           | Richard Marx           | Richard Marx           | Richard Marx           | Richard Marx           | Richard Marx           | Richard Marx           | Richard Marx           | Richard Marx           | Richard Marx           | Richard Marx           | Richard Marx           | Richard Marx           | Richard Marx           | Richard Marx           | Richard Marx           | Richard Marx           | Richard Marx           | Richard Marx           | Richard Marx           | Richard Marx           | Richard Marx           | Richard Marx           | Richard Marx           | Richard Marx           | Richard Marx           | Richard Marx           | Richard Marx           | Richard Marx           | Richard Marx           | Richard Marx           | Richard Marx           | Richard Marx           | Richard Marx           | Richard Marx           | Richard Marx           | Richard Marx           | Richard Marx           | Richard Marx           | Richard Marx           | Richard Marx           | Richard Marx           | Richard Marx           | Richard Marx           | Richard Marx           | Richard Marx           | Richard Marx           | Richard Marx           | Richard Marx           | Richard Marx           | Richard Marx           | Richard Marx           | Richard Marx           | Richard Marx           | Richard Marx           | Richard Marx           | Richard Marx           | Richard Marx           | Richard Marx           | Richard Marx           | Richard Marx           | Richard Marx           | Richard Marx           | Richard Marx           | Richard Marx           | Richard Marx           | Richard Marx           | Richard Marx           | Richard Marx           | Richard Marx           | Richard Marx           | Richard Marx           | Richard Marx           | Richard Marx           | Richard Marx           | Richard Marx           | Richard Marx           | Richard Marx           | Richard Marx           | Richard Marx           | Richard Marx           | Richard Marx           | Richard Marx           | Richard Marx           | Richard Marx           | Richard Marx           | Richard Marx           | Richard Marx           | Richard Marx           | Richard Marx           | Richard Marx           | Richard Marx           | Richard Marx           | Richard Marx           | Richard Marx           | Richard Marx           | Richard Marx           | Richard Marx           | Richard Marx           | Richard Marx           | Calificat  | Calificat  | Calificat  | Calificat  | Calificat  | Calificat  | Calificat  | Calificat  | Calificat  | Calificat  | Calificat  | Calificat  | Calificat  | Calificat  | Calificat  | Calificat  | Calificat  | Calificat  | Calificat  | Calificat  | Calificat  | Calificat  | Calificat  | Calificat  | Calificat  | Calificat  | Calificat  | Calificat  | Calificat  | Calificat  | Calificat  | Calificat  | Calificat  | Calificat  | Calificat  | Calificat  | Calificat  | Calificat  | Calificat  | Calificat  | Calificat  | Calificat  | Calificat  | Calificat  | Calificat  | Calificat  | Calificat  | Calificat  | Calificat  | Calificat  | Calificat  | Calificat  | Calificat  | Calificat  | Calificat  | Calificat  | Calificat  | Calificat  | Calificat  | Calificat  | Calificat  | Calificat  | Calificat  | Calificat  | Calificat  | Calificat  | Calificat  | Calificat  | Calificat  | Calificat  | Calificat  | Calificat  | Calificat  | Calificat  | Calificat  | Calificat  | Calificat  | Calificat  | Calificat  | Calificat  | Calificat  | Calificat  | Calificat  | Calificat  | Calificat  | Calificat  | Calificat  | Calificat  | Calificat  | Calificat  | Calificat  | Calificat  | Calificat  | Calificat  | Calificat  | Calificat  | Calificat  | Calificat  | Calificat  | Calificat  |
| 02.       | 02.       | 02.       | 02.       | 02.       | 02.       | 02.       | 02.       | 02.       | 02.       | 02.       | 02.       | 02.       | 02.       | 02.       | 02.       | 02.       | 02.       | 02.       | 02.       | 02.       | 02.       | 02.       | 02.       | 02.       | 02.       | 02.       | 02.       | 02.       | 02.       | 02.       | 02.       | 02.       | 02.       | 02.       | 02.       | 02.       | 02.       | 02.       | 02.       | 02.       | 02.       | 02.       | 02.       | 02.       | 02.       | 02.       | 02.       | 02.       | 02.       | 02.       | 02.       | 02.       | 02.       | 02.       | 02.       | 02.       | 02.       | 02.       | 02.       | 02.       | 02.       | 02.       | 02.       | 02.       | 02.       | 02.       | 02.       | 02.       | 02.       | 02.       | 02.       | 02.       | 02.       | 02.       | 02.       | 02.       | 02.       | 02.       | 02.       | 02.       | 02.       | 02.       | 02.       | 02.       | 02.       | 02.       | 02.       | 02.       | 02.       | 02.       | 02.       | 02.       | 02.       | 02.       | 02.       | 02.       | 02.       | 02.       | 02.       | „If You're not the One”            | „If You're not the One”            | „If You're not the One”            | „If You're not the One”            | „If You're not the One”            | „If You're not the One”            | „If You're not the One”            | „If You're not the One”            | „If You're not the One”            | „If You're not the One”            | „If You're not the One”            | „If You're not the One”            | „If You're not the One”            | „If You're not the One”            | „If You're not the One”            | „If You're not the One”            | „If You're not the One”            | „If You're not the One”            | „If You're not the One”            | „If You're not the One”            | „If You're not the One”            | „If You're not the One”            | „If You're not the One”            | „If You're not the One”            | „If You're not the One”            | „If You're not the One”            | „If You're not the One”            | „If You're not the One”            | „If You're not the One”            | „If You're not the One”            | „If You're not the One”            | „If You're not the One”            | „If You're not the One”            | „If You're not the One”            | „If You're not the One”            | „If You're not the One”            | „If You're not the One”            | „If You're not the One”            | „If You're not the One”            | „If You're not the One”            | „If You're not the One”            | „If You're not the One”            | „If You're not the One”            | „If You're not the One”            | „If You're not the One”            | „If You're not the One”            | „If You're not the One”            | „If You're not the One”            | „If You're not the One”            | „If You're not the One”            | „If You're not the One”            | „If You're not the One”            | „If You're not the One”            | „If You're not the One”            | „If You're not the One”            | „If You're not the One”            | „If You're not the One”            | „If You're not the One”            | „If You're not the One”            | „If You're not the One”            | „If You're not the One”            | „If You're not the One”            | „If You're not the One”            | „If You're not the One”            | „If You're not the One”            | „If You're not the One”            | „If You're not the One”            | „If You're not the One”            | „If You're not the One”            | „If You're not the One”            | „If You're not the One”            | „If You're not the One”            | „If You're not the One”            | „If You're not the One”            | „If You're not the One”            | „If You're not the One”            | „If You're not the One”            | „If You're not the One”            | „If You're not the One”            | „If You're not the One”            | „If You're not the One”            | „If You're not the One”            | „If You're not the One”            | „If You're not the One”            | „If You're not the One”            | „If You're not the One”            | „If You're not the One”            | „If You're not the One”            | „If You're not the One”            | „If You're not the One”            | „If You're not the One”            | „If You're not the One”            | „If You're not the One”            | „If You're not the One”            | „If You're not the One”            | „If You're not the One”            | „If You're not the One”            | „If You're not the One”            | „If You're not the One”            | „If You're not the One”            | Daniel Bedingfield     | Daniel Bedingfield     | Daniel Bedingfield     | Daniel Bedingfield     | Daniel Bedingfield     | Daniel Bedingfield     | Daniel Bedingfield     | Daniel Bedingfield     | Daniel Bedingfield     | Daniel Bedingfield     | Daniel Bedingfield     | Daniel Bedingfield     | Daniel Bedingfield     | Daniel Bedingfield     | Daniel Bedingfield     | Daniel Bedingfield     | Daniel Bedingfield     | Daniel Bedingfield     | Daniel Bedingfield     | Daniel Bedingfield     | Daniel Bedingfield     | Daniel Bedingfield     | Daniel Bedingfield     | Daniel Bedingfield     | Daniel Bedingfield     | Daniel Bedingfield     | Daniel Bedingfield     | Daniel Bedingfield     | Daniel Bedingfield     | Daniel Bedingfield     | Daniel Bedingfield     | Daniel Bedingfield     | Daniel Bedingfield     | Daniel Bedingfield     | Daniel Bedingfield     | Daniel Bedingfield     | Daniel Bedingfield     | Daniel Bedingfield     | Daniel Bedingfield     | Daniel Bedingfield     | Daniel Bedingfield     | Daniel Bedingfield     | Daniel Bedingfield     | Daniel Bedingfield     | Daniel Bedingfield     | Daniel Bedingfield     | Daniel Bedingfield     | Daniel Bedingfield     | Daniel Bedingfield     | Daniel Bedingfield     | Daniel Bedingfield     | Daniel Bedingfield     | Daniel Bedingfield     | Daniel Bedingfield     | Daniel Bedingfield     | Daniel Bedingfield     | Daniel Bedingfield     | Daniel Bedingfield     | Daniel Bedingfield     | Daniel Bedingfield     | Daniel Bedingfield     | Daniel Bedingfield     | Daniel Bedingfield     | Daniel Bedingfield     | Daniel Bedingfield     | Daniel Bedingfield     | Daniel Bedingfield     | Daniel Bedingfield     | Daniel Bedingfield     | Daniel Bedingfield     | Daniel Bedingfield     | Daniel Bedingfield     | Daniel Bedingfield     | Daniel Bedingfield     | Daniel Bedingfield     | Daniel Bedingfield     | Daniel Bedingfield     | Daniel Bedingfield     | Daniel Bedingfield     | Daniel Bedingfield     | Daniel Bedingfield     | Daniel Bedingfield     | Daniel Bedingfield     | Daniel Bedingfield     | Daniel Bedingfield     | Daniel Bedingfield     | Daniel Bedingfield     | Daniel Bedingfield     | Daniel Bedingfield     | Daniel Bedingfield     | Daniel Bedingfield     | Daniel Bedingfield     | Daniel Bedingfield     | Daniel Bedingfield     | Daniel Bedingfield     | Daniel Bedingfield     | Daniel Bedingfield     | Daniel Bedingfield     | Daniel Bedingfield     | Daniel Bedingfield     | Calificat  | Calificat  | Calificat  | Calificat  | Calificat  | Calificat  | Calificat  | Calificat  | Calificat  | Calificat  | Calificat  | Calificat  | Calificat  | Calificat  | Calificat  | Calificat  | Calificat  | Calificat  | Calificat  | Calificat  | Calificat  | Calificat  | Calificat  | Calificat  | Calificat  | Calificat  | Calificat  | Calificat  | Calificat  | Calificat  | Calificat  | Calificat  | Calificat  | Calificat  | Calificat  | Calificat  | Calificat  | Calificat  | Calificat  | Calificat  | Calificat  | Calificat  | Calificat  | Calificat  | Calificat  | Calificat  | Calificat  | Calificat  | Calificat  | Calificat  | Calificat  | Calificat  | Calificat  | Calificat  | Calificat  | Calificat  | Calificat  | Calificat  | Calificat  | Calificat  | Calificat  | Calificat  | Calificat  | Calificat  | Calificat  | Calificat  | Calificat  | Calificat  | Calificat  | Calificat  | Calificat  | Calificat  | Calificat  | Calificat  | Calificat  | Calificat  | Calificat  | Calificat  | Calificat  | Calificat  | Calificat  | Calificat  | Calificat  | Calificat  | Calificat  | Calificat  | Calificat  | Calificat  | Calificat  | Calificat  | Calificat  | Calificat  | Calificat  | Calificat  | Calificat  | Calificat  | Calificat  | Calificat  | Calificat  | Calificat  |
| 03.       | 03.       | 03.       | 03.       | 03.       | 03.       | 03.       | 03.       | 03.       | 03.       | 03.       | 03.       | 03.       | 03.       | 03.       | 03.       | 03.       | 03.       | 03.       | 03.       | 03.       | 03.       | 03.       | 03.       | 03.       | 03.       | 03.       | 03.       | 03.       | 03.       | 03.       | 03.       | 03.       | 03.       | 03.       | 03.       | 03.       | 03.       | 03.       | 03.       | 03.       | 03.       | 03.       | 03.       | 03.       | 03.       | 03.       | 03.       | 03.       | 03.       | 03.       | 03.       | 03.       | 03.       | 03.       | 03.       | 03.       | 03.       | 03.       | 03.       | 03.       | 03.       | 03.       | 03.       | 03.       | 03.       | 03.       | 03.       | 03.       | 03.       | 03.       | 03.       | 03.       | 03.       | 03.       | 03.       | 03.       | 03.       | 03.       | 03.       | 03.       | 03.       | 03.       | 03.       | 03.       | 03.       | 03.       | 03.       | 03.       | 03.       | 03.       | 03.       | 03.       | 03.       | 03.       | 03.       | 03.       | 03.       | 03.       | 03.       | „Summer of 69”                     | „Summer of 69”                     | „Summer of 69”                     | „Summer of 69”                     | „Summer of 69”                     | „Summer of 69”                     | „Summer of 69”                     | „Summer of 69”                     | „Summer of 69”                     | „Summer of 69”                     | „Summer of 69”                     | „Summer of 69”                     | „Summer of 69”                     | „Summer of 69”                     | „Summer of 69”                     | „Summer of 69”                     | „Summer of 69”                     | „Summer of 69”                     | „Summer of 69”                     | „Summer of 69”                     | „Summer of 69”                     | „Summer of 69”                     | „Summer of 69”                     | „Summer of 69”                     | „Summer of 69”                     | „Summer of 69”                     | „Summer of 69”                     | „Summer of 69”                     | „Summer of 69”                     | „Summer of 69”                     | „Summer of 69”                     | „Summer of 69”                     | „Summer of 69”                     | „Summer of 69”                     | „Summer of 69”                     | „Summer of 69”                     | „Summer of 69”                     | „Summer of 69”                     | „Summer of 69”                     | „Summer of 69”                     | „Summer of 69”                     | „Summer of 69”                     | „Summer of 69”                     | „Summer of 69”                     | „Summer of 69”                     | „Summer of 69”                     | „Summer of 69”                     | „Summer of 69”                     | „Summer of 69”                     | „Summer of 69”                     | „Summer of 69”                     | „Summer of 69”                     | „Summer of 69”                     | „Summer of 69”                     | „Summer of 69”                     | „Summer of 69”                     | „Summer of 69”                     | „Summer of 69”                     | „Summer of 69”                     | „Summer of 69”                     | „Summer of 69”                     | „Summer of 69”                     | „Summer of 69”                     | „Summer of 69”                     | „Summer of 69”                     | „Summer of 69”                     | „Summer of 69”                     | „Summer of 69”                     | „Summer of 69”                     | „Summer of 69”                     | „Summer of 69”                     | „Summer of 69”                     | „Summer of 69”                     | „Summer of 69”                     | „Summer of 69”                     | „Summer of 69”                     | „Summer of 69”                     | „Summer of 69”                     | „Summer of 69”                     | „Summer of 69”                     | „Summer of 69”                     | „Summer of 69”                     | „Summer of 69”                     | „Summer of 69”                     | „Summer of 69”                     | „Summer of 69”                     | „Summer of 69”                     | „Summer of 69”                     | „Summer of 69”                     | „Summer of 69”                     | „Summer of 69”                     | „Summer of 69”                     | „Summer of 69”                     | „Summer of 69”                     | „Summer of 69”                     | „Summer of 69”                     | „Summer of 69”                     | „Summer of 69”                     | „Summer of 69”                     | „Summer of 69”                     | Bryan Adams            | Bryan Adams            | Bryan Adams            | Bryan Adams            | Bryan Adams            | Bryan Adams            | Bryan Adams            | Bryan Adams            | Bryan Adams            | Bryan Adams            | Bryan Adams            | Bryan Adams            | Bryan Adams            | Bryan Adams            | Bryan Adams            | Bryan Adams            | Bryan Adams            | Bryan Adams            | Bryan Adams            | Bryan Adams            | Bryan Adams            | Bryan Adams            | Bryan Adams            | Bryan Adams            | Bryan Adams            | Bryan Adams            | Bryan Adams            | Bryan Adams            | Bryan Adams            | Bryan Adams            | Bryan Adams            | Bryan Adams            | Bryan Adams            | Bryan Adams            | Bryan Adams            | Bryan Adams            | Bryan Adams            | Bryan Adams            | Bryan Adams            | Bryan Adams            | Bryan Adams            | Bryan Adams            | Bryan Adams            | Bryan Adams            | Bryan Adams            | Bryan Adams            | Bryan Adams            | Bryan Adams            | Bryan Adams            | Bryan Adams            | Bryan Adams            | Bryan Adams            | Bryan Adams            | Bryan Adams            | Bryan Adams            | Bryan Adams            | Bryan Adams            | Bryan Adams            | Bryan Adams            | Bryan Adams            | Bryan Adams            | Bryan Adams            | Bryan Adams            | Bryan Adams            | Bryan Adams            | Bryan Adams            | Bryan Adams            | Bryan Adams            | Bryan Adams            | Bryan Adams            | Bryan Adams            | Bryan Adams            | Bryan Adams            | Bryan Adams            | Bryan Adams            | Bryan Adams            | Bryan Adams            | Bryan Adams            | Bryan Adams            | Bryan Adams            | Bryan Adams            | Bryan Adams            | Bryan Adams            | Bryan Adams            | Bryan Adams            | Bryan Adams            | Bryan Adams            | Bryan Adams            | Bryan Adams            | Bryan Adams            | Bryan Adams            | Bryan Adams            | Bryan Adams            | Bryan Adams            | Bryan Adams            | Bryan Adams            | Bryan Adams            | Bryan Adams            | Bryan Adams            | Bryan Adams            | Calificat  | Calificat  | Calificat  | Calificat  | Calificat  | Calificat  | Calificat  | Calificat  | Calificat  | Calificat  | Calificat  | Calificat  | Calificat  | Calificat  | Calificat  | Calificat  | Calificat  | Calificat  | Calificat  | Calificat  | Calificat  | Calificat  | Calificat  | Calificat  | Calificat  | Calificat  | Calificat  | Calificat  | Calificat  | Calificat  | Calificat  | Calificat  | Calificat  | Calificat  | Calificat  | Calificat  | Calificat  | Calificat  | Calificat  | Calificat  | Calificat  | Calificat  | Calificat  | Calificat  | Calificat  | Calificat  | Calificat  | Calificat  | Calificat  | Calificat  | Calificat  | Calificat  | Calificat  | Calificat  | Calificat  | Calificat  | Calificat  | Calificat  | Calificat  | Calificat  | Calificat  | Calificat  | Calificat  | Calificat  | Calificat  | Calificat  | Calificat  | Calificat  | Calificat  | Calificat  | Calificat  | Calificat  | Calificat  | Calificat  | Calificat  | Calificat  | Calificat  | Calificat  | Calificat  | Calificat  | Calificat  | Calificat  | Calificat  | Calificat  | Calificat  | Calificat  | Calificat  | Calificat  | Calificat  | Calificat  | Calificat  | Calificat  | Calificat  | Calificat  | Calificat  | Calificat  | Calificat  | Calificat  | Calificat  | Calificat  |
| 04.       | 04.       | 04.       | 04.       | 04.       | 04.       | 04.       | 04.       | 04.       | 04.       | 04.       | 04.       | 04.       | 04.       | 04.       | 04.       | 04.       | 04.       | 04.       | 04.       | 04.       | 04.       | 04.       | 04.       | 04.       | 04.       | 04.       | 04.       | 04.       | 04.       | 04.       | 04.       | 04.       | 04.       | 04.       | 04.       | 04.       | 04.       | 04.       | 04.       | 04.       | 04.       | 04.       | 04.       | 04.       | 04.       | 04.       | 04.       | 04.       | 04.       | 04.       | 04.       | 04.       | 04.       | 04.       | 04.       | 04.       | 04.       | 04.       | 04.       | 04.       | 04.       | 04.       | 04.       | 04.       | 04.       | 04.       | 04.       | 04.       | 04.       | 04.       | 04.       | 04.       | 04.       | 04.       | 04.       | 04.       | 04.       | 04.       | 04.       | 04.       | 04.       | 04.       | 04.       | 04.       | 04.       | 04.       | 04.       | 04.       | 04.       | 04.       | 04.       | 04.       | 04.       | 04.       | 04.       | 04.       | 04.       | 04.       | 04.       | „You Make Me Feel Brand New”       | „You Make Me Feel Brand New”       | „You Make Me Feel Brand New”       | „You Make Me Feel Brand New”       | „You Make Me Feel Brand New”       | „You Make Me Feel Brand New”       | „You Make Me Feel Brand New”       | „You Make Me Feel Brand New”       | „You Make Me Feel Brand New”       | „You Make Me Feel Brand New”       | „You Make Me Feel Brand New”       | „You Make Me Feel Brand New”       | „You Make Me Feel Brand New”       | „You Make Me Feel Brand New”       | „You Make Me Feel Brand New”       | „You Make Me Feel Brand New”       | „You Make Me Feel Brand New”       | „You Make Me Feel Brand New”       | „You Make Me Feel Brand New”       | „You Make Me Feel Brand New”       | „You Make Me Feel Brand New”       | „You Make Me Feel Brand New”       | „You Make Me Feel Brand New”       | „You Make Me Feel Brand New”       | „You Make Me Feel Brand New”       | „You Make Me Feel Brand New”       | „You Make Me Feel Brand New”       | „You Make Me Feel Brand New”       | „You Make Me Feel Brand New”       | „You Make Me Feel Brand New”       | „You Make Me Feel Brand New”       | „You Make Me Feel Brand New”       | „You Make Me Feel Brand New”       | „You Make Me Feel Brand New”       | „You Make Me Feel Brand New”       | „You Make Me Feel Brand New”       | „You Make Me Feel Brand New”       | „You Make Me Feel Brand New”       | „You Make Me Feel Brand New”       | „You Make Me Feel Brand New”       | „You Make Me Feel Brand New”       | „You Make Me Feel Brand New”       | „You Make Me Feel Brand New”       | „You Make Me Feel Brand New”       | „You Make Me Feel Brand New”       | „You Make Me Feel Brand New”       | „You Make Me Feel Brand New”       | „You Make Me Feel Brand New”       | „You Make Me Feel Brand New”       | „You Make Me Feel Brand New”       | „You Make Me Feel Brand New”       | „You Make Me Feel Brand New”       | „You Make Me Feel Brand New”       | „You Make Me Feel Brand New”       | „You Make Me Feel Brand New”       | „You Make Me Feel Brand New”       | „You Make Me Feel Brand New”       | „You Make Me Feel Brand New”       | „You Make Me Feel Brand New”       | „You Make Me Feel Brand New”       | „You Make Me Feel Brand New”       | „You Make Me Feel Brand New”       | „You Make Me Feel Brand New”       | „You Make Me Feel Brand New”       | „You Make Me Feel Brand New”       | „You Make Me Feel Brand New”       | „You Make Me Feel Brand New”       | „You Make Me Feel Brand New”       | „You Make Me Feel Brand New”       | „You Make Me Feel Brand New”       | „You Make Me Feel Brand New”       | „You Make Me Feel Brand New”       | „You Make Me Feel Brand New”       | „You Make Me Feel Brand New”       | „You Make Me Feel Brand New”       | „You Make Me Feel Brand New”       | „You Make Me Feel Brand New”       | „You Make Me Feel Brand New”       | „You Make Me Feel Brand New”       | „You Make Me Feel Brand New”       | „You Make Me Feel Brand New”       | „You Make Me Feel Brand New”       | „You Make Me Feel Brand New”       | „You Make Me Feel Brand New”       | „You Make Me Feel Brand New”       | „You Make Me Feel Brand New”       | „You Make Me Feel Brand New”       | „You Make Me Feel Brand New”       | „You Make Me Feel Brand New”       | „You Make Me Feel Brand New”       | „You Make Me Feel Brand New”       | „You Make Me Feel Brand New”       | „You Make Me Feel Brand New”       | „You Make Me Feel Brand New”       | „You Make Me Feel Brand New”       | „You Make Me Feel Brand New”       | „You Make Me Feel Brand New”       | „You Make Me Feel Brand New”       | „You Make Me Feel Brand New”       | „You Make Me Feel Brand New”       | The Stylistics         | The Stylistics         | The Stylistics         | The Stylistics         | The Stylistics         | The Stylistics         | The Stylistics         | The Stylistics         | The Stylistics         | The Stylistics         | The Stylistics         | The Stylistics         | The Stylistics         | The Stylistics         | The Stylistics         | The Stylistics         | The Stylistics         | The Stylistics         | The Stylistics         | The Stylistics         | The Stylistics         | The Stylistics         | The Stylistics         | The Stylistics         | The Stylistics         | The Stylistics         | The Stylistics         | The Stylistics         | The Stylistics         | The Stylistics         | The Stylistics         | The Stylistics         | The Stylistics         | The Stylistics         | The Stylistics         | The Stylistics         | The Stylistics         | The Stylistics         | The Stylistics         | The Stylistics         | The Stylistics         | The Stylistics         | The Stylistics         | The Stylistics         | The Stylistics         | The Stylistics         | The Stylistics         | The Stylistics         | The Stylistics         | The Stylistics         | The Stylistics         | The Stylistics         | The Stylistics         | The Stylistics         | The Stylistics         | The Stylistics         | The Stylistics         | The Stylistics         | The Stylistics         | The Stylistics         | The Stylistics         | The Stylistics         | The Stylistics         | The Stylistics         | The Stylistics         | The Stylistics         | The Stylistics         | The Stylistics         | The Stylistics         | The Stylistics         | The Stylistics         | The Stylistics         | The Stylistics         | The Stylistics         | The Stylistics         | The Stylistics         | The Stylistics         | The Stylistics         | The Stylistics         | The Stylistics         | The Stylistics         | The Stylistics         | The Stylistics         | The Stylistics         | The Stylistics         | The Stylistics         | The Stylistics         | The Stylistics         | The Stylistics         | The Stylistics         | The Stylistics         | The Stylistics         | The Stylistics         | The Stylistics         | The Stylistics         | The Stylistics         | The Stylistics         | The Stylistics         | The Stylistics         | The Stylistics         | Calificat  | Calificat  | Calificat  | Calificat  | Calificat  | Calificat  | Calificat  | Calificat  | Calificat  | Calificat  | Calificat  | Calificat  | Calificat  | Calificat  | Calificat  | Calificat  | Calificat  | Calificat  | Calificat  | Calificat  | Calificat  | Calificat  | Calificat  | Calificat  | Calificat  | Calificat  | Calificat  | Calificat  | Calificat  | Calificat  | Calificat  | Calificat  | Calificat  | Calificat  | Calificat  | Calificat  | Calificat  | Calificat  | Calificat  | Calificat  | Calificat  | Calificat  | Calificat  | Calificat  | Calificat  | Calificat  | Calificat  | Calificat  | Calificat  | Calificat  | Calificat  | Calificat  | Calificat  | Calificat  | Calificat  | Calificat  | Calificat  | Calificat  | Calificat  | Calificat  | Calificat  | Calificat  | Calificat  | Calificat  | Calificat  | Calificat  | Calificat  | Calificat  | Calificat  | Calificat  | Calificat  | Calificat  | Calificat  | Calificat  | Calificat  | Calificat  | Calificat  | Calificat  | Calificat  | Calificat  | Calificat  | Calificat  | Calificat  | Calificat  | Calificat  | Calificat  | Calificat  | Calificat  | Calificat  | Calificat  | Calificat  | Calificat  | Calificat  | Calificat  | Calificat  | Calificat  | Calificat  | Calificat  | Calificat  | Calificat  |
| 05.       | 05.       | 05.       | 05.       | 05.       | 05.       | 05.       | 05.       | 05.       | 05.       | 05.       | 05.       | 05.       | 05.       | 05.       | 05.       | 05.       | 05.       | 05.       | 05.       | 05.       | 05.       | 05.       | 05.       | 05.       | 05.       | 05.       | 05.       | 05.       | 05.       | 05.       | 05.       | 05.       | 05.       | 05.       | 05.       | 05.       | 05.       | 05.       | 05.       | 05.       | 05.       | 05.       | 05.       | 05.       | 05.       | 05.       | 05.       | 05.       | 05.       | 05.       | 05.       | 05.       | 05.       | 05.       | 05.       | 05.       | 05.       | 05.       | 05.       | 05.       | 05.       | 05.       | 05.       | 05.       | 05.       | 05.       | 05.       | 05.       | 05.       | 05.       | 05.       | 05.       | 05.       | 05.       | 05.       | 05.       | 05.       | 05.       | 05.       | 05.       | 05.       | 05.       | 05.       | 05.       | 05.       | 05.       | 05.       | 05.       | 05.       | 05.       | 05.       | 05.       | 05.       | 05.       | 05.       | 05.       | 05.       | 05.       | 05.       | „Cry Me a River”                   | „Cry Me a River”                   | „Cry Me a River”                   | „Cry Me a River”                   | „Cry Me a River”                   | „Cry Me a River”                   | „Cry Me a River”                   | „Cry Me a River”                   | „Cry Me a River”                   | „Cry Me a River”                   | „Cry Me a River”                   | „Cry Me a River”                   | „Cry Me a River”                   | „Cry Me a River”                   | „Cry Me a River”                   | „Cry Me a River”                   | „Cry Me a River”                   | „Cry Me a River”                   | „Cry Me a River”                   | „Cry Me a River”                   | „Cry Me a River”                   | „Cry Me a River”                   | „Cry Me a River”                   | „Cry Me a River”                   | „Cry Me a River”                   | „Cry Me a River”                   | „Cry Me a River”                   | „Cry Me a River”                   | „Cry Me a River”                   | „Cry Me a River”                   | „Cry Me a River”                   | „Cry Me a River”                   | „Cry Me a River”                   | „Cry Me a River”                   | „Cry Me a River”                   | „Cry Me a River”                   | „Cry Me a River”                   | „Cry Me a River”                   | „Cry Me a River”                   | „Cry Me a River”                   | „Cry Me a River”                   | „Cry Me a River”                   | „Cry Me a River”                   | „Cry Me a River”                   | „Cry Me a River”                   | „Cry Me a River”                   | „Cry Me a River”                   | „Cry Me a River”                   | „Cry Me a River”                   | „Cry Me a River”                   | „Cry Me a River”                   | „Cry Me a River”                   | „Cry Me a River”                   | „Cry Me a River”                   | „Cry Me a River”                   | „Cry Me a River”                   | „Cry Me a River”                   | „Cry Me a River”                   | „Cry Me a River”                   | „Cry Me a River”                   | „Cry Me a River”                   | „Cry Me a River”                   | „Cry Me a River”                   | „Cry Me a River”                   | „Cry Me a River”                   | „Cry Me a River”                   | „Cry Me a River”                   | „Cry Me a River”                   | „Cry Me a River”                   | „Cry Me a River”                   | „Cry Me a River”                   | „Cry Me a River”                   | „Cry Me a River”                   | „Cry Me a River”                   | „Cry Me a River”                   | „Cry Me a River”                   | „Cry Me a River”                   | „Cry Me a River”                   | „Cry Me a River”                   | „Cry Me a River”                   | „Cry Me a River”                   | „Cry Me a River”                   | „Cry Me a River”                   | „Cry Me a River”                   | „Cry Me a River”                   | „Cry Me a River”                   | „Cry Me a River”                   | „Cry Me a River”                   | „Cry Me a River”                   | „Cry Me a River”                   | „Cry Me a River”                   | „Cry Me a River”                   | „Cry Me a River”                   | „Cry Me a River”                   | „Cry Me a River”                   | „Cry Me a River”                   | „Cry Me a River”                   | „Cry Me a River”                   | „Cry Me a River”                   | „Cry Me a River”                   | Justin Timberlake      | Justin Timberlake      | Justin Timberlake      | Justin Timberlake      | Justin Timberlake      | Justin Timberlake      | Justin Timberlake      | Justin Timberlake      | Justin Timberlake      | Justin Timberlake      | Justin Timberlake      | Justin Timberlake      | Justin Timberlake      | Justin Timberlake      | Justin Timberlake      | Justin Timberlake      | Justin Timberlake      | Justin Timberlake      | Justin Timberlake      | Justin Timberlake      | Justin Timberlake      | Justin Timberlake      | Justin Timberlake      | Justin Timberlake      | Justin Timberlake      | Justin Timberlake      | Justin Timberlake      | Justin Timberlake      | Justin Timberlake      | Justin Timberlake      | Justin Timberlake      | Justin Timberlake      | Justin Timberlake      | Justin Timberlake      | Justin Timberlake      | Justin Timberlake      | Justin Timberlake      | Justin Timberlake      | Justin Timberlake      | Justin Timberlake      | Justin Timberlake      | Justin Timberlake      | Justin Timberlake      | Justin Timberlake      | Justin Timberlake      | Justin Timberlake      | Justin Timberlake      | Justin Timberlake      | Justin Timberlake      | Justin Timberlake      | Justin Timberlake      | Justin Timberlake      | Justin Timberlake      | Justin Timberlake      | Justin Timberlake      | Justin Timberlake      | Justin Timberlake      | Justin Timberlake      | Justin Timberlake      | Justin Timberlake      | Justin Timberlake      | Justin Timberlake      | Justin Timberlake      | Justin Timberlake      | Justin Timberlake      | Justin Timberlake      | Justin Timberlake      | Justin Timberlake      | Justin Timberlake      | Justin Timberlake      | Justin Timberlake      | Justin Timberlake      | Justin Timberlake      | Justin Timberlake      | Justin Timberlake      | Justin Timberlake      | Justin Timberlake      | Justin Timberlake      | Justin Timberlake      | Justin Timberlake      | Justin Timberlake      | Justin Timberlake      | Justin Timberlake      | Justin Timberlake      | Justin Timberlake      | Justin Timberlake      | Justin Timberlake      | Justin Timberlake      | Justin Timberlake      | Justin Timberlake      | Justin Timberlake      | Justin Timberlake      | Justin Timberlake      | Justin Timberlake      | Justin Timberlake      | Justin Timberlake      | Justin Timberlake      | Justin Timberlake      | Justin Timberlake      | Justin Timberlake      | Calificat  | Calificat  | Calificat  | Calificat  | Calificat  | Calificat  | Calificat  | Calificat  | Calificat  | Calificat  | Calificat  | Calificat  | Calificat  | Calificat  | Calificat  | Calificat  | Calificat  | Calificat  | Calificat  | Calificat  | Calificat  | Calificat  | Calificat  | Calificat  | Calificat  | Calificat  | Calificat  | Calificat  | Calificat  | Calificat  | Calificat  | Calificat  | Calificat  | Calificat  | Calificat  | Calificat  | Calificat  | Calificat  | Calificat  | Calificat  | Calificat  | Calificat  | Calificat  | Calificat  | Calificat  | Calificat  | Calificat  | Calificat  | Calificat  | Calificat  | Calificat  | Calificat  | Calificat  | Calificat  | Calificat  | Calificat  | Calificat  | Calificat  | Calificat  | Calificat  | Calificat  | Calificat  | Calificat  | Calificat  | Calificat  | Calificat  | Calificat  | Calificat  | Calificat  | Calificat  | Calificat  | Calificat  | Calificat  | Calificat  | Calificat  | Calificat  | Calificat  | Calificat  | Calificat  | Calificat  | Calificat  | Calificat  | Calificat  | Calificat  | Calificat  | Calificat  | Calificat  | Calificat  | Calificat  | Calificat  | Calificat  | Calificat  | Calificat  | Calificat  | Calificat  | Calificat  | Calificat  | Calificat  | Calificat  | Calificat  |
| 06.       | 06.       | 06.       | 06.       | 06.       | 06.       | 06.       | 06.       | 06.       | 06.       | 06.       | 06.       | 06.       | 06.       | 06.       | 06.       | 06.       | 06.       | 06.       | 06.       | 06.       | 06.       | 06.       | 06.       | 06.       | 06.       | 06.       | 06.       | 06.       | 06.       | 06.       | 06.       | 06.       | 06.       | 06.       | 06.       | 06.       | 06.       | 06.       | 06.       | 06.       | 06.       | 06.       | 06.       | 06.       | 06.       | 06.       | 06.       | 06.       | 06.       | 06.       | 06.       | 06.       | 06.       | 06.       | 06.       | 06.       | 06.       | 06.       | 06.       | 06.       | 06.       | 06.       | 06.       | 06.       | 06.       | 06.       | 06.       | 06.       | 06.       | 06.       | 06.       | 06.       | 06.       | 06.       | 06.       | 06.       | 06.       | 06.       | 06.       | 06.       | 06.       | 06.       | 06.       | 06.       | 06.       | 06.       | 06.       | 06.       | 06.       | 06.       | 06.       | 06.       | 06.       | 06.       | 06.       | 06.       | 06.       | 06.       | 06.       | „A Million Love Songs”             | „A Million Love Songs”             | „A Million Love Songs”             | „A Million Love Songs”             | „A Million Love Songs”             | „A Million Love Songs”             | „A Million Love Songs”             | „A Million Love Songs”             | „A Million Love Songs”             | „A Million Love Songs”             | „A Million Love Songs”             | „A Million Love Songs”             | „A Million Love Songs”             | „A Million Love Songs”             | „A Million Love Songs”             | „A Million Love Songs”             | „A Million Love Songs”             | „A Million Love Songs”             | „A Million Love Songs”             | „A Million Love Songs”             | „A Million Love Songs”             | „A Million Love Songs”             | „A Million Love Songs”             | „A Million Love Songs”             | „A Million Love Songs”             | „A Million Love Songs”             | „A Million Love Songs”             | „A Million Love Songs”             | „A Million Love Songs”             | „A Million Love Songs”             | „A Million Love Songs”             | „A Million Love Songs”             | „A Million Love Songs”             | „A Million Love Songs”             | „A Million Love Songs”             | „A Million Love Songs”             | „A Million Love Songs”             | „A Million Love Songs”             | „A Million Love Songs”             | „A Million Love Songs”             | „A Million Love Songs”             | „A Million Love Songs”             | „A Million Love Songs”             | „A Million Love Songs”             | „A Million Love Songs”             | „A Million Love Songs”             | „A Million Love Songs”             | „A Million Love Songs”             | „A Million Love Songs”             | „A Million Love Songs”             | „A Million Love Songs”             | „A Million Love Songs”             | „A Million Love Songs”             | „A Million Love Songs”             | „A Million Love Songs”             | „A Million Love Songs”             | „A Million Love Songs”             | „A Million Love Songs”             | „A Million Love Songs”             | „A Million Love Songs”             | „A Million Love Songs”             | „A Million Love Songs”             | „A Million Love Songs”             | „A Million Love Songs”             | „A Million Love Songs”             | „A Million Love Songs”             | „A Million Love Songs”             | „A Million Love Songs”             | „A Million Love Songs”             | „A Million Love Songs”             | „A Million Love Songs”             | „A Million Love Songs”             | „A Million Love Songs”             | „A Million Love Songs”             | „A Million Love Songs”             | „A Million Love Songs”             | „A Million Love Songs”             | „A Million Love Songs”             | „A Million Love Songs”             | „A Million Love Songs”             | „A Million Love Songs”             | „A Million Love Songs”             | „A Million Love Songs”             | „A Million Love Songs”             | „A Million Love Songs”             | „A Million Love Songs”             | „A Million Love Songs”             | „A Million Love Songs”             | „A Million Love Songs”             | „A Million Love Songs”             | „A Million Love Songs”             | „A Million Love Songs”             | „A Million Love Songs”             | „A Million Love Songs”             | „A Million Love Songs”             | „A Million Love Songs”             | „A Million Love Songs”             | „A Million Love Songs”             | „A Million Love Songs”             | „A Million Love Songs”             | Take That              | Take That              | Take That              | Take That              | Take That              | Take That              | Take That              | Take That              | Take That              | Take That              | Take That              | Take That              | Take That              | Take That              | Take That              | Take That              | Take That              | Take That              | Take That              | Take That              | Take That              | Take That              | Take That              | Take That              | Take That              | Take That              | Take That              | Take That              | Take That              | Take That              | Take That              | Take That              | Take That              | Take That              | Take That              | Take That              | Take That              | Take That              | Take That              | Take That              | Take That              | Take That              | Take That              | Take That              | Take That              | Take That              | Take That              | Take That              | Take That              | Take That              | Take That              | Take That              | Take That              | Take That              | Take That              | Take That              | Take That              | Take That              | Take That              | Take That              | Take That              | Take That              | Take That              | Take That              | Take That              | Take That              | Take That              | Take That              | Take That              | Take That              | Take That              | Take That              | Take That              | Take That              | Take That              | Take That              | Take That              | Take That              | Take That              | Take That              | Take That              | Take That              | Take That              | Take That              | Take That              | Take That              | Take That              | Take That              | Take That              | Take That              | Take That              | Take That              | Take That              | Take That              | Take That              | Take That              | Take That              | Take That              | Take That              | Take That              | Calificat  | Calificat  | Calificat  | Calificat  | Calificat  | Calificat  | Calificat  | Calificat  | Calificat  | Calificat  | Calificat  | Calificat  | Calificat  | Calificat  | Calificat  | Calificat  | Calificat  | Calificat  | Calificat  | Calificat  | Calificat  | Calificat  | Calificat  | Calificat  | Calificat  | Calificat  | Calificat  | Calificat  | Calificat  | Calificat  | Calificat  | Calificat  | Calificat  | Calificat  | Calificat  | Calificat  | Calificat  | Calificat  | Calificat  | Calificat  | Calificat  | Calificat  | Calificat  | Calificat  | Calificat  | Calificat  | Calificat  | Calificat  | Calificat  | Calificat  | Calificat  | Calificat  | Calificat  | Calificat  | Calificat  | Calificat  | Calificat  | Calificat  | Calificat  | Calificat  | Calificat  | Calificat  | Calificat  | Calificat  | Calificat  | Calificat  | Calificat  | Calificat  | Calificat  | Calificat  | Calificat  | Calificat  | Calificat  | Calificat  | Calificat  | Calificat  | Calificat  | Calificat  | Calificat  | Calificat  | Calificat  | Calificat  | Calificat  | Calificat  | Calificat  | Calificat  | Calificat  | Calificat  | Calificat  | Calificat  | Calificat  | Calificat  | Calificat  | Calificat  | Calificat  | Calificat  | Calificat  | Calificat  | Calificat  | Calificat  |
| 07.       | 07.       | 07.       | 07.       | 07.       | 07.       | 07.       | 07.       | 07.       | 07.       | 07.       | 07.       | 07.       | 07.       | 07.       | 07.       | 07.       | 07.       | 07.       | 07.       | 07.       | 07.       | 07.       | 07.       | 07.       | 07.       | 07.       | 07.       | 07.       | 07.       | 07.       | 07.       | 07.       | 07.       | 07.       | 07.       | 07.       | 07.       | 07.       | 07.       | 07.       | 07.       | 07.       | 07.       | 07.       | 07.       | 07.       | 07.       | 07.       | 07.       | 07.       | 07.       | 07.       | 07.       | 07.       | 07.       | 07.       | 07.       | 07.       | 07.       | 07.       | 07.       | 07.       | 07.       | 07.       | 07.       | 07.       | 07.       | 07.       | 07.       | 07.       | 07.       | 07.       | 07.       | 07.       | 07.       | 07.       | 07.       | 07.       | 07.       | 07.       | 07.       | 07.       | 07.       | 07.       | 07.       | 07.       | 07.       | 07.       | 07.       | 07.       | 07.       | 07.       | 07.       | 07.       | 07.       | 07.       | 07.       | 07.       | 07.       | „I Believe în a Thing Called Love” | „I Believe în a Thing Called Love” | „I Believe în a Thing Called Love” | „I Believe în a Thing Called Love” | „I Believe în a Thing Called Love” | „I Believe în a Thing Called Love” | „I Believe în a Thing Called Love” | „I Believe în a Thing Called Love” | „I Believe în a Thing Called Love” | „I Believe în a Thing Called Love” | „I Believe în a Thing Called Love” | „I Believe în a Thing Called Love” | „I Believe în a Thing Called Love” | „I Believe în a Thing Called Love” | „I Believe în a Thing Called Love” | „I Believe în a Thing Called Love” | „I Believe în a Thing Called Love” | „I Believe în a Thing Called Love” | „I Believe în a Thing Called Love” | „I Believe în a Thing Called Love” | „I Believe în a Thing Called Love” | „I Believe în a Thing Called Love” | „I Believe în a Thing Called Love” | „I Believe în a Thing Called Love” | „I Believe în a Thing Called Love” | „I Believe în a Thing Called Love” | „I Believe în a Thing Called Love” | „I Believe în a Thing Called Love” | „I Believe în a Thing Called Love” | „I Believe în a Thing Called Love” | „I Believe în a Thing Called Love” | „I Believe în a Thing Called Love” | „I Believe în a Thing Called Love” | „I Believe în a Thing Called Love” | „I Believe în a Thing Called Love” | „I Believe în a Thing Called Love” | „I Believe în a Thing Called Love” | „I Believe în a Thing Called Love” | „I Believe în a Thing Called Love” | „I Believe în a Thing Called Love” | „I Believe în a Thing Called Love” | „I Believe în a Thing Called Love” | „I Believe în a Thing Called Love” | „I Believe în a Thing Called Love” | „I Believe în a Thing Called Love” | „I Believe în a Thing Called Love” | „I Believe în a Thing Called Love” | „I Believe în a Thing Called Love” | „I Believe în a Thing Called Love” | „I Believe în a Thing Called Love” | „I Believe în a Thing Called Love” | „I Believe în a Thing Called Love” | „I Believe în a Thing Called Love” | „I Believe în a Thing Called Love” | „I Believe în a Thing Called Love” | „I Believe în a Thing Called Love” | „I Believe în a Thing Called Love” | „I Believe în a Thing Called Love” | „I Believe în a Thing Called Love” | „I Believe în a Thing Called Love” | „I Believe în a Thing Called Love” | „I Believe în a Thing Called Love” | „I Believe în a Thing Called Love” | „I Believe în a Thing Called Love” | „I Believe în a Thing Called Love” | „I Believe în a Thing Called Love” | „I Believe în a Thing Called Love” | „I Believe în a Thing Called Love” | „I Believe în a Thing Called Love” | „I Believe în a Thing Called Love” | „I Believe în a Thing Called Love” | „I Believe în a Thing Called Love” | „I Believe în a Thing Called Love” | „I Believe în a Thing Called Love” | „I Believe în a Thing Called Love” | „I Believe în a Thing Called Love” | „I Believe în a Thing Called Love” | „I Believe în a Thing Called Love” | „I Believe în a Thing Called Love” | „I Believe în a Thing Called Love” | „I Believe în a Thing Called Love” | „I Believe în a Thing Called Love” | „I Believe în a Thing Called Love” | „I Believe în a Thing Called Love” | „I Believe în a Thing Called Love” | „I Believe în a Thing Called Love” | „I Believe în a Thing Called Love” | „I Believe în a Thing Called Love” | „I Believe în a Thing Called Love” | „I Believe în a Thing Called Love” | „I Believe în a Thing Called Love” | „I Believe în a Thing Called Love” | „I Believe în a Thing Called Love” | „I Believe în a Thing Called Love” | „I Believe în a Thing Called Love” | „I Believe în a Thing Called Love” | „I Believe în a Thing Called Love” | „I Believe în a Thing Called Love” | „I Believe în a Thing Called Love” | „I Believe în a Thing Called Love” | The Darkness           | The Darkness           | The Darkness           | The Darkness           | The Darkness           | The Darkness           | The Darkness           | The Darkness           | The Darkness           | The Darkness           | The Darkness           | The Darkness           | The Darkness           | The Darkness           | The Darkness           | The Darkness           | The Darkness           | The Darkness           | The Darkness           | The Darkness           | The Darkness           | The Darkness           | The Darkness           | The Darkness           | The Darkness           | The Darkness           | The Darkness           | The Darkness           | The Darkness           | The Darkness           | The Darkness           | The Darkness           | The Darkness           | The Darkness           | The Darkness           | The Darkness           | The Darkness           | The Darkness           | The Darkness           | The Darkness           | The Darkness           | The Darkness           | The Darkness           | The Darkness           | The Darkness           | The Darkness           | The Darkness           | The Darkness           | The Darkness           | The Darkness           | The Darkness           | The Darkness           | The Darkness           | The Darkness           | The Darkness           | The Darkness           | The Darkness           | The Darkness           | The Darkness           | The Darkness           | The Darkness           | The Darkness           | The Darkness           | The Darkness           | The Darkness           | The Darkness           | The Darkness           | The Darkness           | The Darkness           | The Darkness           | The Darkness           | The Darkness           | The Darkness           | The Darkness           | The Darkness           | The Darkness           | The Darkness           | The Darkness           | The Darkness           | The Darkness           | The Darkness           | The Darkness           | The Darkness           | The Darkness           | The Darkness           | The Darkness           | The Darkness           | The Darkness           | The Darkness           | The Darkness           | The Darkness           | The Darkness           | The Darkness           | The Darkness           | The Darkness           | The Darkness           | The Darkness           | The Darkness           | The Darkness           | The Darkness           | Calificat  | Calificat  | Calificat  | Calificat  | Calificat  | Calificat  | Calificat  | Calificat  | Calificat  | Calificat  | Calificat  | Calificat  | Calificat  | Calificat  | Calificat  | Calificat  | Calificat  | Calificat  | Calificat  | Calificat  | Calificat  | Calificat  | Calificat  | Calificat  | Calificat  | Calificat  | Calificat  | Calificat  | Calificat  | Calificat  | Calificat  | Calificat  | Calificat  | Calificat  | Calificat  | Calificat  | Calificat  | Calificat  | Calificat  | Calificat  | Calificat  | Calificat  | Calificat  | Calificat  | Calificat  | Calificat  | Calificat  | Calificat  | Calificat  | Calificat  | Calificat  | Calificat  | Calificat  | Calificat  | Calificat  | Calificat  | Calificat  | Calificat  | Calificat  | Calificat  | Calificat  | Calificat  | Calificat  | Calificat  | Calificat  | Calificat  | Calificat  | Calificat  | Calificat  | Calificat  | Calificat  | Calificat  | Calificat  | Calificat  | Calificat  | Calificat  | Calificat  | Calificat  | Calificat  | Calificat  | Calificat  | Calificat  | Calificat  | Calificat  | Calificat  | Calificat  | Calificat  | Calificat  | Calificat  | Calificat  | Calificat  | Calificat  | Calificat  | Calificat  | Calificat  | Calificat  | Calificat  | Calificat  | Calificat  | Calificat  |
| 08.       | 08.       | 08.       | 08.       | 08.       | 08.       | 08.       | 08.       | 08.       | 08.       | 08.       | 08.       | 08.       | 08.       | 08.       | 08.       | 08.       | 08.       | 08.       | 08.       | 08.       | 08.       | 08.       | 08.       | 08.       | 08.       | 08.       | 08.       | 08.       | 08.       | 08.       | 08.       | 08.       | 08.       | 08.       | 08.       | 08.       | 08.       | 08.       | 08.       | 08.       | 08.       | 08.       | 08.       | 08.       | 08.       | 08.       | 08.       | 08.       | 08.       | 08.       | 08.       | 08.       | 08.       | 08.       | 08.       | 08.       | 08.       | 08.       | 08.       | 08.       | 08.       | 08.       | 08.       | 08.       | 08.       | 08.       | 08.       | 08.       | 08.       | 08.       | 08.       | 08.       | 08.       | 08.       | 08.       | 08.       | 08.       | 08.       | 08.       | 08.       | 08.       | 08.       | 08.       | 08.       | 08.       | 08.       | 08.       | 08.       | 08.       | 08.       | 08.       | 08.       | 08.       | 08.       | 08.       | 08.       | 08.       | 08.       | 08.       | „Careless Whisper”                 | „Careless Whisper”                 | „Careless Whisper”                 | „Careless Whisper”                 | „Careless Whisper”                 | „Careless Whisper”                 | „Careless Whisper”                 | „Careless Whisper”                 | „Careless Whisper”                 | „Careless Whisper”                 | „Careless Whisper”                 | „Careless Whisper”                 | „Careless Whisper”                 | „Careless Whisper”                 | „Careless Whisper”                 | „Careless Whisper”                 | „Careless Whisper”                 | „Careless Whisper”                 | „Careless Whisper”                 | „Careless Whisper”                 | „Careless Whisper”                 | „Careless Whisper”                 | „Careless Whisper”                 | „Careless Whisper”                 | „Careless Whisper”                 | „Careless Whisper”                 | „Careless Whisper”                 | „Careless Whisper”                 | „Careless Whisper”                 | „Careless Whisper”                 | „Careless Whisper”                 | „Careless Whisper”                 | „Careless Whisper”                 | „Careless Whisper”                 | „Careless Whisper”                 | „Careless Whisper”                 | „Careless Whisper”                 | „Careless Whisper”                 | „Careless Whisper”                 | „Careless Whisper”                 | „Careless Whisper”                 | „Careless Whisper”                 | „Careless Whisper”                 | „Careless Whisper”                 | „Careless Whisper”                 | „Careless Whisper”                 | „Careless Whisper”                 | „Careless Whisper”                 | „Careless Whisper”                 | „Careless Whisper”                 | „Careless Whisper”                 | „Careless Whisper”                 | „Careless Whisper”                 | „Careless Whisper”                 | „Careless Whisper”                 | „Careless Whisper”                 | „Careless Whisper”                 | „Careless Whisper”                 | „Careless Whisper”                 | „Careless Whisper”                 | „Careless Whisper”                 | „Careless Whisper”                 | „Careless Whisper”                 | „Careless Whisper”                 | „Careless Whisper”                 | „Careless Whisper”                 | „Careless Whisper”                 | „Careless Whisper”                 | „Careless Whisper”                 | „Careless Whisper”                 | „Careless Whisper”                 | „Careless Whisper”                 | „Careless Whisper”                 | „Careless Whisper”                 | „Careless Whisper”                 | „Careless Whisper”                 | „Careless Whisper”                 | „Careless Whisper”                 | „Careless Whisper”                 | „Careless Whisper”                 | „Careless Whisper”                 | „Careless Whisper”                 | „Careless Whisper”                 | „Careless Whisper”                 | „Careless Whisper”                 | „Careless Whisper”                 | „Careless Whisper”                 | „Careless Whisper”                 | „Careless Whisper”                 | „Careless Whisper”                 | „Careless Whisper”                 | „Careless Whisper”                 | „Careless Whisper”                 | „Careless Whisper”                 | „Careless Whisper”                 | „Careless Whisper”                 | „Careless Whisper”                 | „Careless Whisper”                 | „Careless Whisper”                 | „Careless Whisper”                 | George Michael         | George Michael         | George Michael         | George Michael         | George Michael         | George Michael         | George Michael         | George Michael         | George Michael         | George Michael         | George Michael         | George Michael         | George Michael         | George Michael         | George Michael         | George Michael         | George Michael         | George Michael         | George Michael         | George Michael         | George Michael         | George Michael         | George Michael         | George Michael         | George Michael         | George Michael         | George Michael         | George Michael         | George Michael         | George Michael         | George Michael         | George Michael         | George Michael         | George Michael         | George Michael         | George Michael         | George Michael         | George Michael         | George Michael         | George Michael         | George Michael         | George Michael         | George Michael         | George Michael         | George Michael         | George Michael         | George Michael         | George Michael         | George Michael         | George Michael         | George Michael         | George Michael         | George Michael         | George Michael         | George Michael         | George Michael         | George Michael         | George Michael         | George Michael         | George Michael         | George Michael         | George Michael         | George Michael         | George Michael         | George Michael         | George Michael         | George Michael         | George Michael         | George Michael         | George Michael         | George Michael         | George Michael         | George Michael         | George Michael         | George Michael         | George Michael         | George Michael         | George Michael         | George Michael         | George Michael         | George Michael         | George Michael         | George Michael         | George Michael         | George Michael         | George Michael         | George Michael         | George Michael         | George Michael         | George Michael         | George Michael         | George Michael         | George Michael         | George Michael         | George Michael         | George Michael         | George Michael         | George Michael         | George Michael         | George Michael         | Calificat  | Calificat  | Calificat  | Calificat  | Calificat  | Calificat  | Calificat  | Calificat  | Calificat  | Calificat  | Calificat  | Calificat  | Calificat  | Calificat  | Calificat  | Calificat  | Calificat  | Calificat  | Calificat  | Calificat  | Calificat  | Calificat  | Calificat  | Calificat  | Calificat  | Calificat  | Calificat  | Calificat  | Calificat  | Calificat  | Calificat  | Calificat  | Calificat  | Calificat  | Calificat  | Calificat  | Calificat  | Calificat  | Calificat  | Calificat  | Calificat  | Calificat  | Calificat  | Calificat  | Calificat  | Calificat  | Calificat  | Calificat  | Calificat  | Calificat  | Calificat  | Calificat  | Calificat  | Calificat  | Calificat  | Calificat  | Calificat  | Calificat  | Calificat  | Calificat  | Calificat  | Calificat  | Calificat  | Calificat  | Calificat  | Calificat  | Calificat  | Calificat  | Calificat  | Calificat  | Calificat  | Calificat  | Calificat  | Calificat  | Calificat  | Calificat  | Calificat  | Calificat  | Calificat  | Calificat  | Calificat  | Calificat  | Calificat  | Calificat  | Calificat  | Calificat  | Calificat  | Calificat  | Calificat  | Calificat  | Calificat  | Calificat  | Calificat  | Calificat  | Calificat  | Calificat  | Calificat  | Calificat  | Calificat  | Calificat  |
| 09.       | 09.       | 09.       | 09.       | 09.       | 09.       | 09.       | 09.       | 09.       | 09.       | 09.       | 09.       | 09.       | 09.       | 09.       | 09.       | 09.       | 09.       | 09.       | 09.       | 09.       | 09.       | 09.       | 09.       | 09.       | 09.       | 09.       | 09.       | 09.       | 09.       | 09.       | 09.       | 09.       | 09.       | 09.       | 09.       | 09.       | 09.       | 09.       | 09.       | 09.       | 09.       | 09.       | 09.       | 09.       | 09.       | 09.       | 09.       | 09.       | 09.       | 09.       | 09.       | 09.       | 09.       | 09.       | 09.       | 09.       | 09.       | 09.       | 09.       | 09.       | 09.       | 09.       | 09.       | 09.       | 09.       | 09.       | 09.       | 09.       | 09.       | 09.       | 09.       | 09.       | 09.       | 09.       | 09.       | 09.       | 09.       | 09.       | 09.       | 09.       | 09.       | 09.       | 09.       | 09.       | 09.       | 09.       | 09.       | 09.       | 09.       | 09.       | 09.       | 09.       | 09.       | 09.       | 09.       | 09.       | 09.       | 09.       | 09.       | „Take Your Mama”                   | „Take Your Mama”                   | „Take Your Mama”                   | „Take Your Mama”                   | „Take Your Mama”                   | „Take Your Mama”                   | „Take Your Mama”                   | „Take Your Mama”                   | „Take Your Mama”                   | „Take Your Mama”                   | „Take Your Mama”                   | „Take Your Mama”                   | „Take Your Mama”                   | „Take Your Mama”                   | „Take Your Mama”                   | „Take Your Mama”                   | „Take Your Mama”                   | „Take Your Mama”                   | „Take Your Mama”                   | „Take Your Mama”                   | „Take Your Mama”                   | „Take Your Mama”                   | „Take Your Mama”                   | „Take Your Mama”                   | „Take Your Mama”                   | „Take Your Mama”                   | „Take Your Mama”                   | „Take Your Mama”                   | „Take Your Mama”                   | „Take Your Mama”                   | „Take Your Mama”                   | „Take Your Mama”                   | „Take Your Mama”                   | „Take Your Mama”                   | „Take Your Mama”                   | „Take Your Mama”                   | „Take Your Mama”                   | „Take Your Mama”                   | „Take Your Mama”                   | „Take Your Mama”                   | „Take Your Mama”                   | „Take Your Mama”                   | „Take Your Mama”                   | „Take Your Mama”                   | „Take Your Mama”                   | „Take Your Mama”                   | „Take Your Mama”                   | „Take Your Mama”                   | „Take Your Mama”                   | „Take Your Mama”                   | „Take Your Mama”                   | „Take Your Mama”                   | „Take Your Mama”                   | „Take Your Mama”                   | „Take Your Mama”                   | „Take Your Mama”                   | „Take Your Mama”                   | „Take Your Mama”                   | „Take Your Mama”                   | „Take Your Mama”                   | „Take Your Mama”                   | „Take Your Mama”                   | „Take Your Mama”                   | „Take Your Mama”                   | „Take Your Mama”                   | „Take Your Mama”                   | „Take Your Mama”                   | „Take Your Mama”                   | „Take Your Mama”                   | „Take Your Mama”                   | „Take Your Mama”                   | „Take Your Mama”                   | „Take Your Mama”                   | „Take Your Mama”                   | „Take Your Mama”                   | „Take Your Mama”                   | „Take Your Mama”                   | „Take Your Mama”                   | „Take Your Mama”                   | „Take Your Mama”                   | „Take Your Mama”                   | „Take Your Mama”                   | „Take Your Mama”                   | „Take Your Mama”                   | „Take Your Mama”                   | „Take Your Mama”                   | „Take Your Mama”                   | „Take Your Mama”                   | „Take Your Mama”                   | „Take Your Mama”                   | „Take Your Mama”                   | „Take Your Mama”                   | „Take Your Mama”                   | „Take Your Mama”                   | „Take Your Mama”                   | „Take Your Mama”                   | „Take Your Mama”                   | „Take Your Mama”                   | „Take Your Mama”                   | „Take Your Mama”                   | Scissor Sisters        | Scissor Sisters        | Scissor Sisters        | Scissor Sisters        | Scissor Sisters        | Scissor Sisters        | Scissor Sisters        | Scissor Sisters        | Scissor Sisters        | Scissor Sisters        | Scissor Sisters        | Scissor Sisters        | Scissor Sisters        | Scissor Sisters        | Scissor Sisters        | Scissor Sisters        | Scissor Sisters        | Scissor Sisters        | Scissor Sisters        | Scissor Sisters        | Scissor Sisters        | Scissor Sisters        | Scissor Sisters        | Scissor Sisters        | Scissor Sisters        | Scissor Sisters        | Scissor Sisters        | Scissor Sisters        | Scissor Sisters        | Scissor Sisters        | Scissor Sisters        | Scissor Sisters        | Scissor Sisters        | Scissor Sisters        | Scissor Sisters        | Scissor Sisters        | Scissor Sisters        | Scissor Sisters        | Scissor Sisters        | Scissor Sisters        | Scissor Sisters        | Scissor Sisters        | Scissor Sisters        | Scissor Sisters        | Scissor Sisters        | Scissor Sisters        | Scissor Sisters        | Scissor Sisters        | Scissor Sisters        | Scissor Sisters        | Scissor Sisters        | Scissor Sisters        | Scissor Sisters        | Scissor Sisters        | Scissor Sisters        | Scissor Sisters        | Scissor Sisters        | Scissor Sisters        | Scissor Sisters        | Scissor Sisters        | Scissor Sisters        | Scissor Sisters        | Scissor Sisters        | Scissor Sisters        | Scissor Sisters        | Scissor Sisters        | Scissor Sisters        | Scissor Sisters        | Scissor Sisters        | Scissor Sisters        | Scissor Sisters        | Scissor Sisters        | Scissor Sisters        | Scissor Sisters        | Scissor Sisters        | Scissor Sisters        | Scissor Sisters        | Scissor Sisters        | Scissor Sisters        | Scissor Sisters        | Scissor Sisters        | Scissor Sisters        | Scissor Sisters        | Scissor Sisters        | Scissor Sisters        | Scissor Sisters        | Scissor Sisters        | Scissor Sisters        | Scissor Sisters        | Scissor Sisters        | Scissor Sisters        | Scissor Sisters        | Scissor Sisters        | Scissor Sisters        | Scissor Sisters        | Scissor Sisters        | Scissor Sisters        | Scissor Sisters        | Scissor Sisters        | Scissor Sisters        | Calificat  | Calificat  | Calificat  | Calificat  | Calificat  | Calificat  | Calificat  | Calificat  | Calificat  | Calificat  | Calificat  | Calificat  | Calificat  | Calificat  | Calificat  | Calificat  | Calificat  | Calificat  | Calificat  | Calificat  | Calificat  | Calificat  | Calificat  | Calificat  | Calificat  | Calificat  | Calificat  | Calificat  | Calificat  | Calificat  | Calificat  | Calificat  | Calificat  | Calificat  | Calificat  | Calificat  | Calificat  | Calificat  | Calificat  | Calificat  | Calificat  | Calificat  | Calificat  | Calificat  | Calificat  | Calificat  | Calificat  | Calificat  | Calificat  | Calificat  | Calificat  | Calificat  | Calificat  | Calificat  | Calificat  | Calificat  | Calificat  | Calificat  | Calificat  | Calificat  | Calificat  | Calificat  | Calificat  | Calificat  | Calificat  | Calificat  | Calificat  | Calificat  | Calificat  | Calificat  | Calificat  | Calificat  | Calificat  | Calificat  | Calificat  | Calificat  | Calificat  | Calificat  | Calificat  | Calificat  | Calificat  | Calificat  | Calificat  | Calificat  | Calificat  | Calificat  | Calificat  | Calificat  | Calificat  | Calificat  | Calificat  | Calificat  | Calificat  | Calificat  | Calificat  | Calificat  | Calificat  | Calificat  | Calificat  | Calificat  |
| 10.       | 10.       | 10.       | 10.       | 10.       | 10.       | 10.       | 10.       | 10.       | 10.       | 10.       | 10.       | 10.       | 10.       | 10.       | 10.       | 10.       | 10.       | 10.       | 10.       | 10.       | 10.       | 10.       | 10.       | 10.       | 10.       | 10.       | 10.       | 10.       | 10.       | 10.       | 10.       | 10.       | 10.       | 10.       | 10.       | 10.       | 10.       | 10.       | 10.       | 10.       | 10.       | 10.       | 10.       | 10.       | 10.       | 10.       | 10.       | 10.       | 10.       | 10.       | 10.       | 10.       | 10.       | 10.       | 10.       | 10.       | 10.       | 10.       | 10.       | 10.       | 10.       | 10.       | 10.       | 10.       | 10.       | 10.       | 10.       | 10.       | 10.       | 10.       | 10.       | 10.       | 10.       | 10.       | 10.       | 10.       | 10.       | 10.       | 10.       | 10.       | 10.       | 10.       | 10.       | 10.       | 10.       | 10.       | 10.       | 10.       | 10.       | 10.       | 10.       | 10.       | 10.       | 10.       | 10.       | 10.       | 10.       | 10.       | 10.       | „If Tomorrow Never Comes”          | „If Tomorrow Never Comes”          | „If Tomorrow Never Comes”          | „If Tomorrow Never Comes”          | „If Tomorrow Never Comes”          | „If Tomorrow Never Comes”          | „If Tomorrow Never Comes”          | „If Tomorrow Never Comes”          | „If Tomorrow Never Comes”          | „If Tomorrow Never Comes”          | „If Tomorrow Never Comes”          | „If Tomorrow Never Comes”          | „If Tomorrow Never Comes”          | „If Tomorrow Never Comes”          | „If Tomorrow Never Comes”          | „If Tomorrow Never Comes”          | „If Tomorrow Never Comes”          | „If Tomorrow Never Comes”          | „If Tomorrow Never Comes”          | „If Tomorrow Never Comes”          | „If Tomorrow Never Comes”          | „If Tomorrow Never Comes”          | „If Tomorrow Never Comes”          | „If Tomorrow Never Comes”          | „If Tomorrow Never Comes”          | „If Tomorrow Never Comes”          | „If Tomorrow Never Comes”          | „If Tomorrow Never Comes”          | „If Tomorrow Never Comes”          | „If Tomorrow Never Comes”          | „If Tomorrow Never Comes”          | „If Tomorrow Never Comes”          | „If Tomorrow Never Comes”          | „If Tomorrow Never Comes”          | „If Tomorrow Never Comes”          | „If Tomorrow Never Comes”          | „If Tomorrow Never Comes”          | „If Tomorrow Never Comes”          | „If Tomorrow Never Comes”          | „If Tomorrow Never Comes”          | „If Tomorrow Never Comes”          | „If Tomorrow Never Comes”          | „If Tomorrow Never Comes”          | „If Tomorrow Never Comes”          | „If Tomorrow Never Comes”          | „If Tomorrow Never Comes”          | „If Tomorrow Never Comes”          | „If Tomorrow Never Comes”          | „If Tomorrow Never Comes”          | „If Tomorrow Never Comes”          | „If Tomorrow Never Comes”          | „If Tomorrow Never Comes”          | „If Tomorrow Never Comes”          | „If Tomorrow Never Comes”          | „If Tomorrow Never Comes”          | „If Tomorrow Never Comes”          | „If Tomorrow Never Comes”          | „If Tomorrow Never Comes”          | „If Tomorrow Never Comes”          | „If Tomorrow Never Comes”          | „If Tomorrow Never Comes”          | „If Tomorrow Never Comes”          | „If Tomorrow Never Comes”          | „If Tomorrow Never Comes”          | „If Tomorrow Never Comes”          | „If Tomorrow Never Comes”          | „If Tomorrow Never Comes”          | „If Tomorrow Never Comes”          | „If Tomorrow Never Comes”          | „If Tomorrow Never Comes”          | „If Tomorrow Never Comes”          | „If Tomorrow Never Comes”          | „If Tomorrow Never Comes”          | „If Tomorrow Never Comes”          | „If Tomorrow Never Comes”          | „If Tomorrow Never Comes”          | „If Tomorrow Never Comes”          | „If Tomorrow Never Comes”          | „If Tomorrow Never Comes”          | „If Tomorrow Never Comes”          | „If Tomorrow Never Comes”          | „If Tomorrow Never Comes”          | „If Tomorrow Never Comes”          | „If Tomorrow Never Comes”          | „If Tomorrow Never Comes”          | „If Tomorrow Never Comes”          | „If Tomorrow Never Comes”          | „If Tomorrow Never Comes”          | „If Tomorrow Never Comes”          | „If Tomorrow Never Comes”          | „If Tomorrow Never Comes”          | „If Tomorrow Never Comes”          | „If Tomorrow Never Comes”          | „If Tomorrow Never Comes”          | „If Tomorrow Never Comes”          | „If Tomorrow Never Comes”          | „If Tomorrow Never Comes”          | „If Tomorrow Never Comes”          | „If Tomorrow Never Comes”          | „If Tomorrow Never Comes”          | Garth Brooks           | Garth Brooks           | Garth Brooks           | Garth Brooks           | Garth Brooks           | Garth Brooks           | Garth Brooks           | Garth Brooks           | Garth Brooks           | Garth Brooks           | Garth Brooks           | Garth Brooks           | Garth Brooks           | Garth Brooks           | Garth Brooks           | Garth Brooks           | Garth Brooks           | Garth Brooks           | Garth Brooks           | Garth Brooks           | Garth Brooks           | Garth Brooks           | Garth Brooks           | Garth Brooks           | Garth Brooks           | Garth Brooks           | Garth Brooks           | Garth Brooks           | Garth Brooks           | Garth Brooks           | Garth Brooks           | Garth Brooks           | Garth Brooks           | Garth Brooks           | Garth Brooks           | Garth Brooks           | Garth Brooks           | Garth Brooks           | Garth Brooks           | Garth Brooks           | Garth Brooks           | Garth Brooks           | Garth Brooks           | Garth Brooks           | Garth Brooks           | Garth Brooks           | Garth Brooks           | Garth Brooks           | Garth Brooks           | Garth Brooks           | Garth Brooks           | Garth Brooks           | Garth Brooks           | Garth Brooks           | Garth Brooks           | Garth Brooks           | Garth Brooks           | Garth Brooks           | Garth Brooks           | Garth Brooks           | Garth Brooks           | Garth Brooks           | Garth Brooks           | Garth Brooks           | Garth Brooks           | Garth Brooks           | Garth Brooks           | Garth Brooks           | Garth Brooks           | Garth Brooks           | Garth Brooks           | Garth Brooks           | Garth Brooks           | Garth Brooks           | Garth Brooks           | Garth Brooks           | Garth Brooks           | Garth Brooks           | Garth Brooks           | Garth Brooks           | Garth Brooks           | Garth Brooks           | Garth Brooks           | Garth Brooks           | Garth Brooks           | Garth Brooks           | Garth Brooks           | Garth Brooks           | Garth Brooks           | Garth Brooks           | Garth Brooks           | Garth Brooks           | Garth Brooks           | Garth Brooks           | Garth Brooks           | Garth Brooks           | Garth Brooks           | Garth Brooks           | Garth Brooks           | Garth Brooks           | Calificat  | Calificat  | Calificat  | Calificat  | Calificat  | Calificat  | Calificat  | Calificat  | Calificat  | Calificat  | Calificat  | Calificat  | Calificat  | Calificat  | Calificat  | Calificat  | Calificat  | Calificat  | Calificat  | Calificat  | Calificat  | Calificat  | Calificat  | Calificat  | Calificat  | Calificat  | Calificat  | Calificat  | Calificat  | Calificat  | Calificat  | Calificat  | Calificat  | Calificat  | Calificat  | Calificat  | Calificat  | Calificat  | Calificat  | Calificat  | Calificat  | Calificat  | Calificat  | Calificat  | Calificat  | Calificat  | Calificat  | Calificat  | Calificat  | Calificat  | Calificat  | Calificat  | Calificat  | Calificat  | Calificat  | Calificat  | Calificat  | Calificat  | Calificat  | Calificat  | Calificat  | Calificat  | Calificat  | Calificat  | Calificat  | Calificat  | Calificat  | Calificat  | Calificat  | Calificat  | Calificat  | Calificat  | Calificat  | Calificat  | Calificat  | Calificat  | Calificat  | Calificat  | Calificat  | Calificat  | Calificat  | Calificat  | Calificat  | Calificat  | Calificat  | Calificat  | Calificat  | Calificat  | Calificat  | Calificat  | Calificat  | Calificat  | Calificat  | Calificat  | Calificat  | Calificat  | Calificat  | Calificat  | Calificat  | Calificat  |
| 11.       | 11.       | 11.       | 11.       | 11.       | 11.       | 11.       | 11.       | 11.       | 11.       | 11.       | 11.       | 11.       | 11.       | 11.       | 11.       | 11.       | 11.       | 11.       | 11.       | 11.       | 11.       | 11.       | 11.       | 11.       | 11.       | 11.       | 11.       | 11.       | 11.       | 11.       | 11.       | 11.       | 11.       | 11.       | 11.       | 11.       | 11.       | 11.       | 11.       | 11.       | 11.       | 11.       | 11.       | 11.       | 11.       | 11.       | 11.       | 11.       | 11.       | 11.       | 11.       | 11.       | 11.       | 11.       | 11.       | 11.       | 11.       | 11.       | 11.       | 11.       | 11.       | 11.       | 11.       | 11.       | 11.       | 11.       | 11.       | 11.       | 11.       | 11.       | 11.       | 11.       | 11.       | 11.       | 11.       | 11.       | 11.       | 11.       | 11.       | 11.       | 11.       | 11.       | 11.       | 11.       | 11.       | 11.       | 11.       | 11.       | 11.       | 11.       | 11.       | 11.       | 11.       | 11.       | 11.       | 11.       | 11.       | 11.       | 11.       | „Unchained Melodey”                | „Unchained Melodey”                | „Unchained Melodey”                | „Unchained Melodey”                | „Unchained Melodey”                | „Unchained Melodey”                | „Unchained Melodey”                | „Unchained Melodey”                | „Unchained Melodey”                | „Unchained Melodey”                | „Unchained Melodey”                | „Unchained Melodey”                | „Unchained Melodey”                | „Unchained Melodey”                | „Unchained Melodey”                | „Unchained Melodey”                | „Unchained Melodey”                | „Unchained Melodey”                | „Unchained Melodey”                | „Unchained Melodey”                | „Unchained Melodey”                | „Unchained Melodey”                | „Unchained Melodey”                | „Unchained Melodey”                | „Unchained Melodey”                | „Unchained Melodey”                | „Unchained Melodey”                | „Unchained Melodey”                | „Unchained Melodey”                | „Unchained Melodey”                | „Unchained Melodey”                | „Unchained Melodey”                | „Unchained Melodey”                | „Unchained Melodey”                | „Unchained Melodey”                | „Unchained Melodey”                | „Unchained Melodey”                | „Unchained Melodey”                | „Unchained Melodey”                | „Unchained Melodey”                | „Unchained Melodey”                | „Unchained Melodey”                | „Unchained Melodey”                | „Unchained Melodey”                | „Unchained Melodey”                | „Unchained Melodey”                | „Unchained Melodey”                | „Unchained Melodey”                | „Unchained Melodey”                | „Unchained Melodey”                | „Unchained Melodey”                | „Unchained Melodey”                | „Unchained Melodey”                | „Unchained Melodey”                | „Unchained Melodey”                | „Unchained Melodey”                | „Unchained Melodey”                | „Unchained Melodey”                | „Unchained Melodey”                | „Unchained Melodey”                | „Unchained Melodey”                | „Unchained Melodey”                | „Unchained Melodey”                | „Unchained Melodey”                | „Unchained Melodey”                | „Unchained Melodey”                | „Unchained Melodey”                | „Unchained Melodey”                | „Unchained Melodey”                | „Unchained Melodey”                | „Unchained Melodey”                | „Unchained Melodey”                | „Unchained Melodey”                | „Unchained Melodey”                | „Unchained Melodey”                | „Unchained Melodey”                | „Unchained Melodey”                | „Unchained Melodey”                | „Unchained Melodey”                | „Unchained Melodey”                | „Unchained Melodey”                | „Unchained Melodey”                | „Unchained Melodey”                | „Unchained Melodey”                | „Unchained Melodey”                | „Unchained Melodey”                | „Unchained Melodey”                | „Unchained Melodey”                | „Unchained Melodey”                | „Unchained Melodey”                | „Unchained Melodey”                | „Unchained Melodey”                | „Unchained Melodey”                | „Unchained Melodey”                | „Unchained Melodey”                | „Unchained Melodey”                | „Unchained Melodey”                | „Unchained Melodey”                | „Unchained Melodey”                | „Unchained Melodey”                | The Righteous Brothers | The Righteous Brothers | The Righteous Brothers | The Righteous Brothers | The Righteous Brothers | The Righteous Brothers | The Righteous Brothers | The Righteous Brothers | The Righteous Brothers | The Righteous Brothers | The Righteous Brothers | The Righteous Brothers | The Righteous Brothers | The Righteous Brothers | The Righteous Brothers | The Righteous Brothers | The Righteous Brothers | The Righteous Brothers | The Righteous Brothers | The Righteous Brothers | The Righteous Brothers | The Righteous Brothers | The Righteous Brothers | The Righteous Brothers | The Righteous Brothers | The Righteous Brothers | The Righteous Brothers | The Righteous Brothers | The Righteous Brothers | The Righteous Brothers | The Righteous Brothers | The Righteous Brothers | The Righteous Brothers | The Righteous Brothers | The Righteous Brothers | The Righteous Brothers | The Righteous Brothers | The Righteous Brothers | The Righteous Brothers | The Righteous Brothers | The Righteous Brothers | The Righteous Brothers | The Righteous Brothers | The Righteous Brothers | The Righteous Brothers | The Righteous Brothers | The Righteous Brothers | The Righteous Brothers | The Righteous Brothers | The Righteous Brothers | The Righteous Brothers | The Righteous Brothers | The Righteous Brothers | The Righteous Brothers | The Righteous Brothers | The Righteous Brothers | The Righteous Brothers | The Righteous Brothers | The Righteous Brothers | The Righteous Brothers | The Righteous Brothers | The Righteous Brothers | The Righteous Brothers | The Righteous Brothers | The Righteous Brothers | The Righteous Brothers | The Righteous Brothers | The Righteous Brothers | The Righteous Brothers | The Righteous Brothers | The Righteous Brothers | The Righteous Brothers | The Righteous Brothers | The Righteous Brothers | The Righteous Brothers | The Righteous Brothers | The Righteous Brothers | The Righteous Brothers | The Righteous Brothers | The Righteous Brothers | The Righteous Brothers | The Righteous Brothers | The Righteous Brothers | The Righteous Brothers | The Righteous Brothers | The Righteous Brothers | The Righteous Brothers | The Righteous Brothers | The Righteous Brothers | The Righteous Brothers | The Righteous Brothers | The Righteous Brothers | The Righteous Brothers | The Righteous Brothers | The Righteous Brothers | The Righteous Brothers | The Righteous Brothers | The Righteous Brothers | The Righteous Brothers | The Righteous Brothers | Calificat  | Calificat  | Calificat  | Calificat  | Calificat  | Calificat  | Calificat  | Calificat  | Calificat  | Calificat  | Calificat  | Calificat  | Calificat  | Calificat  | Calificat  | Calificat  | Calificat  | Calificat  | Calificat  | Calificat  | Calificat  | Calificat  | Calificat  | Calificat  | Calificat  | Calificat  | Calificat  | Calificat  | Calificat  | Calificat  | Calificat  | Calificat  | Calificat  | Calificat  | Calificat  | Calificat  | Calificat  | Calificat  | Calificat  | Calificat  | Calificat  | Calificat  | Calificat  | Calificat  | Calificat  | Calificat  | Calificat  | Calificat  | Calificat  | Calificat  | Calificat  | Calificat  | Calificat  | Calificat  | Calificat  | Calificat  | Calificat  | Calificat  | Calificat  | Calificat  | Calificat  | Calificat  | Calificat  | Calificat  | Calificat  | Calificat  | Calificat  | Calificat  | Calificat  | Calificat  | Calificat  | Calificat  | Calificat  | Calificat  | Calificat  | Calificat  | Calificat  | Calificat  | Calificat  | Calificat  | Calificat  | Calificat  | Calificat  | Calificat  | Calificat  | Calificat  | Calificat  | Calificat  | Calificat  | Calificat  | Calificat  | Calificat  | Calificat  | Calificat  | Calificat  | Calificat  | Calificat  | Calificat  | Calificat  | Calificat  |
| 12.       | 12.       | 12.       | 12.       | 12.       | 12.       | 12.       | 12.       | 12.       | 12.       | 12.       | 12.       | 12.       | 12.       | 12.       | 12.       | 12.       | 12.       | 12.       | 12.       | 12.       | 12.       | 12.       | 12.       | 12.       | 12.       | 12.       | 12.       | 12.       | 12.       | 12.       | 12.       | 12.       | 12.       | 12.       | 12.       | 12.       | 12.       | 12.       | 12.       | 12.       | 12.       | 12.       | 12.       | 12.       | 12.       | 12.       | 12.       | 12.       | 12.       | 12.       | 12.       | 12.       | 12.       | 12.       | 12.       | 12.       | 12.       | 12.       | 12.       | 12.       | 12.       | 12.       | 12.       | 12.       | 12.       | 12.       | 12.       | 12.       | 12.       | 12.       | 12.       | 12.       | 12.       | 12.       | 12.       | 12.       | 12.       | 12.       | 12.       | 12.       | 12.       | 12.       | 12.       | 12.       | 12.       | 12.       | 12.       | 12.       | 12.       | 12.       | 12.       | 12.       | 12.       | 12.       | 12.       | 12.       | 12.       | 12.       | 12.       | „When a Child is Born”             | „When a Child is Born”             | „When a Child is Born”             | „When a Child is Born”             | „When a Child is Born”             | „When a Child is Born”             | „When a Child is Born”             | „When a Child is Born”             | „When a Child is Born”             | „When a Child is Born”             | „When a Child is Born”             | „When a Child is Born”             | „When a Child is Born”             | „When a Child is Born”             | „When a Child is Born”             | „When a Child is Born”             | „When a Child is Born”             | „When a Child is Born”             | „When a Child is Born”             | „When a Child is Born”             | „When a Child is Born”             | „When a Child is Born”             | „When a Child is Born”             | „When a Child is Born”             | „When a Child is Born”             | „When a Child is Born”             | „When a Child is Born”             | „When a Child is Born”             | „When a Child is Born”             | „When a Child is Born”             | „When a Child is Born”             | „When a Child is Born”             | „When a Child is Born”             | „When a Child is Born”             | „When a Child is Born”             | „When a Child is Born”             | „When a Child is Born”             | „When a Child is Born”             | „When a Child is Born”             | „When a Child is Born”             | „When a Child is Born”             | „When a Child is Born”             | „When a Child is Born”             | „When a Child is Born”             | „When a Child is Born”             | „When a Child is Born”             | „When a Child is Born”             | „When a Child is Born”             | „When a Child is Born”             | „When a Child is Born”             | „When a Child is Born”             | „When a Child is Born”             | „When a Child is Born”             | „When a Child is Born”             | „When a Child is Born”             | „When a Child is Born”             | „When a Child is Born”             | „When a Child is Born”             | „When a Child is Born”             | „When a Child is Born”             | „When a Child is Born”             | „When a Child is Born”             | „When a Child is Born”             | „When a Child is Born”             | „When a Child is Born”             | „When a Child is Born”             | „When a Child is Born”             | „When a Child is Born”             | „When a Child is Born”             | „When a Child is Born”             | „When a Child is Born”             | „When a Child is Born”             | „When a Child is Born”             | „When a Child is Born”             | „When a Child is Born”             | „When a Child is Born”             | „When a Child is Born”             | „When a Child is Born”             | „When a Child is Born”             | „When a Child is Born”             | „When a Child is Born”             | „When a Child is Born”             | „When a Child is Born”             | „When a Child is Born”             | „When a Child is Born”             | „When a Child is Born”             | „When a Child is Born”             | „When a Child is Born”             | „When a Child is Born”             | „When a Child is Born”             | „When a Child is Born”             | „When a Child is Born”             | „When a Child is Born”             | „When a Child is Born”             | „When a Child is Born”             | „When a Child is Born”             | „When a Child is Born”             | „When a Child is Born”             | „When a Child is Born”             | „When a Child is Born”             | Johnny Mathis          | Johnny Mathis          | Johnny Mathis          | Johnny Mathis          | Johnny Mathis          | Johnny Mathis          | Johnny Mathis          | Johnny Mathis          | Johnny Mathis          | Johnny Mathis          | Johnny Mathis          | Johnny Mathis          | Johnny Mathis          | Johnny Mathis          | Johnny Mathis          | Johnny Mathis          | Johnny Mathis          | Johnny Mathis          | Johnny Mathis          | Johnny Mathis          | Johnny Mathis          | Johnny Mathis          | Johnny Mathis          | Johnny Mathis          | Johnny Mathis          | Johnny Mathis          | Johnny Mathis          | Johnny Mathis          | Johnny Mathis          | Johnny Mathis          | Johnny Mathis          | Johnny Mathis          | Johnny Mathis          | Johnny Mathis          | Johnny Mathis          | Johnny Mathis          | Johnny Mathis          | Johnny Mathis          | Johnny Mathis          | Johnny Mathis          | Johnny Mathis          | Johnny Mathis          | Johnny Mathis          | Johnny Mathis          | Johnny Mathis          | Johnny Mathis          | Johnny Mathis          | Johnny Mathis          | Johnny Mathis          | Johnny Mathis          | Johnny Mathis          | Johnny Mathis          | Johnny Mathis          | Johnny Mathis          | Johnny Mathis          | Johnny Mathis          | Johnny Mathis          | Johnny Mathis          | Johnny Mathis          | Johnny Mathis          | Johnny Mathis          | Johnny Mathis          | Johnny Mathis          | Johnny Mathis          | Johnny Mathis          | Johnny Mathis          | Johnny Mathis          | Johnny Mathis          | Johnny Mathis          | Johnny Mathis          | Johnny Mathis          | Johnny Mathis          | Johnny Mathis          | Johnny Mathis          | Johnny Mathis          | Johnny Mathis          | Johnny Mathis          | Johnny Mathis          | Johnny Mathis          | Johnny Mathis          | Johnny Mathis          | Johnny Mathis          | Johnny Mathis          | Johnny Mathis          | Johnny Mathis          | Johnny Mathis          | Johnny Mathis          | Johnny Mathis          | Johnny Mathis          | Johnny Mathis          | Johnny Mathis          | Johnny Mathis          | Johnny Mathis          | Johnny Mathis          | Johnny Mathis          | Johnny Mathis          | Johnny Mathis          | Johnny Mathis          | Johnny Mathis          | Johnny Mathis          | Calificat  | Calificat  | Calificat  | Calificat  | Calificat  | Calificat  | Calificat  | Calificat  | Calificat  | Calificat  | Calificat  | Calificat  | Calificat  | Calificat  | Calificat  | Calificat  | Calificat  | Calificat  | Calificat  | Calificat  | Calificat  | Calificat  | Calificat  | Calificat  | Calificat  | Calificat  | Calificat  | Calificat  | Calificat  | Calificat  | Calificat  | Calificat  | Calificat  | Calificat  | Calificat  | Calificat  | Calificat  | Calificat  | Calificat  | Calificat  | Calificat  | Calificat  | Calificat  | Calificat  | Calificat  | Calificat  | Calificat  | Calificat  | Calificat  | Calificat  | Calificat  | Calificat  | Calificat  | Calificat  | Calificat  | Calificat  | Calificat  | Calificat  | Calificat  | Calificat  | Calificat  | Calificat  | Calificat  | Calificat  | Calificat  | Calificat  | Calificat  | Calificat  | Calificat  | Calificat  | Calificat  | Calificat  | Calificat  | Calificat  | Calificat  | Calificat  | Calificat  | Calificat  | Calificat  | Calificat  | Calificat  | Calificat  | Calificat  | Calificat  | Calificat  | Calificat  | Calificat  | Calificat  | Calificat  | Calificat  | Calificat  | Calificat  | Calificat  | Calificat  | Calificat  | Calificat  | Calificat  | Calificat  | Calificat  | Calificat  |
| 13.       | 13.       | 13.       | 13.       | 13.       | 13.       | 13.       | 13.       | 13.       | 13.       | 13.       | 13.       | 13.       | 13.       | 13.       | 13.       | 13.       | 13.       | 13.       | 13.       | 13.       | 13.       | 13.       | 13.       | 13.       | 13.       | 13.       | 13.       | 13.       | 13.       | 13.       | 13.       | 13.       | 13.       | 13.       | 13.       | 13.       | 13.       | 13.       | 13.       | 13.       | 13.       | 13.       | 13.       | 13.       | 13.       | 13.       | 13.       | 13.       | 13.       | 13.       | 13.       | 13.       | 13.       | 13.       | 13.       | 13.       | 13.       | 13.       | 13.       | 13.       | 13.       | 13.       | 13.       | 13.       | 13.       | 13.       | 13.       | 13.       | 13.       | 13.       | 13.       | 13.       | 13.       | 13.       | 13.       | 13.       | 13.       | 13.       | 13.       | 13.       | 13.       | 13.       | 13.       | 13.       | 13.       | 13.       | 13.       | 13.       | 13.       | 13.       | 13.       | 13.       | 13.       | 13.       | 13.       | 13.       | 13.       | 13.       | 13.       | „Somewhere Over the Rainbow”       | „Somewhere Over the Rainbow”       | „Somewhere Over the Rainbow”       | „Somewhere Over the Rainbow”       | „Somewhere Over the Rainbow”       | „Somewhere Over the Rainbow”       | „Somewhere Over the Rainbow”       | „Somewhere Over the Rainbow”       | „Somewhere Over the Rainbow”       | „Somewhere Over the Rainbow”       | „Somewhere Over the Rainbow”       | „Somewhere Over the Rainbow”       | „Somewhere Over the Rainbow”       | „Somewhere Over the Rainbow”       | „Somewhere Over the Rainbow”       | „Somewhere Over the Rainbow”       | „Somewhere Over the Rainbow”       | „Somewhere Over the Rainbow”       | „Somewhere Over the Rainbow”       | „Somewhere Over the Rainbow”       | „Somewhere Over the Rainbow”       | „Somewhere Over the Rainbow”       | „Somewhere Over the Rainbow”       | „Somewhere Over the Rainbow”       | „Somewhere Over the Rainbow”       | „Somewhere Over the Rainbow”       | „Somewhere Over the Rainbow”       | „Somewhere Over the Rainbow”       | „Somewhere Over the Rainbow”       | „Somewhere Over the Rainbow”       | „Somewhere Over the Rainbow”       | „Somewhere Over the Rainbow”       | „Somewhere Over the Rainbow”       | „Somewhere Over the Rainbow”       | „Somewhere Over the Rainbow”       | „Somewhere Over the Rainbow”       | „Somewhere Over the Rainbow”       | „Somewhere Over the Rainbow”       | „Somewhere Over the Rainbow”       | „Somewhere Over the Rainbow”       | „Somewhere Over the Rainbow”       | „Somewhere Over the Rainbow”       | „Somewhere Over the Rainbow”       | „Somewhere Over the Rainbow”       | „Somewhere Over the Rainbow”       | „Somewhere Over the Rainbow”       | „Somewhere Over the Rainbow”       | „Somewhere Over the Rainbow”       | „Somewhere Over the Rainbow”       | „Somewhere Over the Rainbow”       | „Somewhere Over the Rainbow”       | „Somewhere Over the Rainbow”       | „Somewhere Over the Rainbow”       | „Somewhere Over the Rainbow”       | „Somewhere Over the Rainbow”       | „Somewhere Over the Rainbow”       | „Somewhere Over the Rainbow”       | „Somewhere Over the Rainbow”       | „Somewhere Over the Rainbow”       | „Somewhere Over the Rainbow”       | „Somewhere Over the Rainbow”       | „Somewhere Over the Rainbow”       | „Somewhere Over the Rainbow”       | „Somewhere Over the Rainbow”       | „Somewhere Over the Rainbow”       | „Somewhere Over the Rainbow”       | „Somewhere Over the Rainbow”       | „Somewhere Over the Rainbow”       | „Somewhere Over the Rainbow”       | „Somewhere Over the Rainbow”       | „Somewhere Over the Rainbow”       | „Somewhere Over the Rainbow”       | „Somewhere Over the Rainbow”       | „Somewhere Over the Rainbow”       | „Somewhere Over the Rainbow”       | „Somewhere Over the Rainbow”       | „Somewhere Over the Rainbow”       | „Somewhere Over the Rainbow”       | „Somewhere Over the Rainbow”       | „Somewhere Over the Rainbow”       | „Somewhere Over the Rainbow”       | „Somewhere Over the Rainbow”       | „Somewhere Over the Rainbow”       | „Somewhere Over the Rainbow”       | „Somewhere Over the Rainbow”       | „Somewhere Over the Rainbow”       | „Somewhere Over the Rainbow”       | „Somewhere Over the Rainbow”       | „Somewhere Over the Rainbow”       | „Somewhere Over the Rainbow”       | „Somewhere Over the Rainbow”       | „Somewhere Over the Rainbow”       | „Somewhere Over the Rainbow”       | „Somewhere Over the Rainbow”       | „Somewhere Over the Rainbow”       | „Somewhere Over the Rainbow”       | „Somewhere Over the Rainbow”       | „Somewhere Over the Rainbow”       | „Somewhere Over the Rainbow”       | „Somewhere Over the Rainbow”       | Judy Garland           | Judy Garland           | Judy Garland           | Judy Garland           | Judy Garland           | Judy Garland           | Judy Garland           | Judy Garland           | Judy Garland           | Judy Garland           | Judy Garland           | Judy Garland           | Judy Garland           | Judy Garland           | Judy Garland           | Judy Garland           | Judy Garland           | Judy Garland           | Judy Garland           | Judy Garland           | Judy Garland           | Judy Garland           | Judy Garland           | Judy Garland           | Judy Garland           | Judy Garland           | Judy Garland           | Judy Garland           | Judy Garland           | Judy Garland           | Judy Garland           | Judy Garland           | Judy Garland           | Judy Garland           | Judy Garland           | Judy Garland           | Judy Garland           | Judy Garland           | Judy Garland           | Judy Garland           | Judy Garland           | Judy Garland           | Judy Garland           | Judy Garland           | Judy Garland           | Judy Garland           | Judy Garland           | Judy Garland           | Judy Garland           | Judy Garland           | Judy Garland           | Judy Garland           | Judy Garland           | Judy Garland           | Judy Garland           | Judy Garland           | Judy Garland           | Judy Garland           | Judy Garland           | Judy Garland           | Judy Garland           | Judy Garland           | Judy Garland           | Judy Garland           | Judy Garland           | Judy Garland           | Judy Garland           | Judy Garland           | Judy Garland           | Judy Garland           | Judy Garland           | Judy Garland           | Judy Garland           | Judy Garland           | Judy Garland           | Judy Garland           | Judy Garland           | Judy Garland           | Judy Garland           | Judy Garland           | Judy Garland           | Judy Garland           | Judy Garland           | Judy Garland           | Judy Garland           | Judy Garland           | Judy Garland           | Judy Garland           | Judy Garland           | Judy Garland           | Judy Garland           | Judy Garland           | Judy Garland           | Judy Garland           | Judy Garland           | Judy Garland           | Judy Garland           | Judy Garland           | Judy Garland           | Judy Garland           | Calificat  | Calificat  | Calificat  | Calificat  | Calificat  | Calificat  | Calificat  | Calificat  | Calificat  | Calificat  | Calificat  | Calificat  | Calificat  | Calificat  | Calificat  | Calificat  | Calificat  | Calificat  | Calificat  | Calificat  | Calificat  | Calificat  | Calificat  | Calificat  | Calificat  | Calificat  | Calificat  | Calificat  | Calificat  | Calificat  | Calificat  | Calificat  | Calificat  | Calificat  | Calificat  | Calificat  | Calificat  | Calificat  | Calificat  | Calificat  | Calificat  | Calificat  | Calificat  | Calificat  | Calificat  | Calificat  | Calificat  | Calificat  | Calificat  | Calificat  | Calificat  | Calificat  | Calificat  | Calificat  | Calificat  | Calificat  | Calificat  | Calificat  | Calificat  | Calificat  | Calificat  | Calificat  | Calificat  | Calificat  | Calificat  | Calificat  | Calificat  | Calificat  | Calificat  | Calificat  | Calificat  | Calificat  | Calificat  | Calificat  | Calificat  | Calificat  | Calificat  | Calificat  | Calificat  | Calificat  | Calificat  | Calificat  | Calificat  | Calificat  | Calificat  | Calificat  | Calificat  | Calificat  | Calificat  | Calificat  | Calificat  | Calificat  | Calificat  | Calificat  | Calificat  | Calificat  | Calificat  | Calificat  | Calificat  | Calificat  |
| 14.       | 14.       | 14.       | 14.       | 14.       | 14.       | 14.       | 14.       | 14.       | 14.       | 14.       | 14.       | 14.       | 14.       | 14.       | 14.       | 14.       | 14.       | 14.       | 14.       | 14.       | 14.       | 14.       | 14.       | 14.       | 14.       | 14.       | 14.       | 14.       | 14.       | 14.       | 14.       | 14.       | 14.       | 14.       | 14.       | 14.       | 14.       | 14.       | 14.       | 14.       | 14.       | 14.       | 14.       | 14.       | 14.       | 14.       | 14.       | 14.       | 14.       | 14.       | 14.       | 14.       | 14.       | 14.       | 14.       | 14.       | 14.       | 14.       | 14.       | 14.       | 14.       | 14.       | 14.       | 14.       | 14.       | 14.       | 14.       | 14.       | 14.       | 14.       | 14.       | 14.       | 14.       | 14.       | 14.       | 14.       | 14.       | 14.       | 14.       | 14.       | 14.       | 14.       | 14.       | 14.       | 14.       | 14.       | 14.       | 14.       | 14.       | 14.       | 14.       | 14.       | 14.       | 14.       | 14.       | 14.       | 14.       | 14.       | 14.       | „That's My Goal”                   | „That's My Goal”                   | „That's My Goal”                   | „That's My Goal”                   | „That's My Goal”                   | „That's My Goal”                   | „That's My Goal”                   | „That's My Goal”                   | „That's My Goal”                   | „That's My Goal”                   | „That's My Goal”                   | „That's My Goal”                   | „That's My Goal”                   | „That's My Goal”                   | „That's My Goal”                   | „That's My Goal”                   | „That's My Goal”                   | „That's My Goal”                   | „That's My Goal”                   | „That's My Goal”                   | „That's My Goal”                   | „That's My Goal”                   | „That's My Goal”                   | „That's My Goal”                   | „That's My Goal”                   | „That's My Goal”                   | „That's My Goal”                   | „That's My Goal”                   | „That's My Goal”                   | „That's My Goal”                   | „That's My Goal”                   | „That's My Goal”                   | „That's My Goal”                   | „That's My Goal”                   | „That's My Goal”                   | „That's My Goal”                   | „That's My Goal”                   | „That's My Goal”                   | „That's My Goal”                   | „That's My Goal”                   | „That's My Goal”                   | „That's My Goal”                   | „That's My Goal”                   | „That's My Goal”                   | „That's My Goal”                   | „That's My Goal”                   | „That's My Goal”                   | „That's My Goal”                   | „That's My Goal”                   | „That's My Goal”                   | „That's My Goal”                   | „That's My Goal”                   | „That's My Goal”                   | „That's My Goal”                   | „That's My Goal”                   | „That's My Goal”                   | „That's My Goal”                   | „That's My Goal”                   | „That's My Goal”                   | „That's My Goal”                   | „That's My Goal”                   | „That's My Goal”                   | „That's My Goal”                   | „That's My Goal”                   | „That's My Goal”                   | „That's My Goal”                   | „That's My Goal”                   | „That's My Goal”                   | „That's My Goal”                   | „That's My Goal”                   | „That's My Goal”                   | „That's My Goal”                   | „That's My Goal”                   | „That's My Goal”                   | „That's My Goal”                   | „That's My Goal”                   | „That's My Goal”                   | „That's My Goal”                   | „That's My Goal”                   | „That's My Goal”                   | „That's My Goal”                   | „That's My Goal”                   | „That's My Goal”                   | „That's My Goal”                   | „That's My Goal”                   | „That's My Goal”                   | „That's My Goal”                   | „That's My Goal”                   | „That's My Goal”                   | „That's My Goal”                   | „That's My Goal”                   | „That's My Goal”                   | „That's My Goal”                   | „That's My Goal”                   | „That's My Goal”                   | „That's My Goal”                   | „That's My Goal”                   | „That's My Goal”                   | „That's My Goal”                   | „That's My Goal”                   | piesa câștigătorului   | piesa câștigătorului   | piesa câștigătorului   | piesa câștigătorului   | piesa câștigătorului   | piesa câștigătorului   | piesa câștigătorului   | piesa câștigătorului   | piesa câștigătorului   | piesa câștigătorului   | piesa câștigătorului   | piesa câștigătorului   | piesa câștigătorului   | piesa câștigătorului   | piesa câștigătorului   | piesa câștigătorului   | piesa câștigătorului   | piesa câștigătorului   | piesa câștigătorului   | piesa câștigătorului   | piesa câștigătorului   | piesa câștigătorului   | piesa câștigătorului   | piesa câștigătorului   | piesa câștigătorului   | piesa câștigătorului   | piesa câștigătorului   | piesa câștigătorului   | piesa câștigătorului   | piesa câștigătorului   | piesa câștigătorului   | piesa câștigătorului   | piesa câștigătorului   | piesa câștigătorului   | piesa câștigătorului   | piesa câștigătorului   | piesa câștigătorului   | piesa câștigătorului   | piesa câștigătorului   | piesa câștigătorului   | piesa câștigătorului   | piesa câștigătorului   | piesa câștigătorului   | piesa câștigătorului   | piesa câștigătorului   | piesa câștigătorului   | piesa câștigătorului   | piesa câștigătorului   | piesa câștigătorului   | piesa câștigătorului   | piesa câștigătorului   | piesa câștigătorului   | piesa câștigătorului   | piesa câștigătorului   | piesa câștigătorului   | piesa câștigătorului   | piesa câștigătorului   | piesa câștigătorului   | piesa câștigătorului   | piesa câștigătorului   | piesa câștigătorului   | piesa câștigătorului   | piesa câștigătorului   | piesa câștigătorului   | piesa câștigătorului   | piesa câștigătorului   | piesa câștigătorului   | piesa câștigătorului   | piesa câștigătorului   | piesa câștigătorului   | piesa câștigătorului   | piesa câștigătorului   | piesa câștigătorului   | piesa câștigătorului   | piesa câștigătorului   | piesa câștigătorului   | piesa câștigătorului   | piesa câștigătorului   | piesa câștigătorului   | piesa câștigătorului   | piesa câștigătorului   | piesa câștigătorului   | piesa câștigătorului   | piesa câștigătorului   | piesa câștigătorului   | piesa câștigătorului   | piesa câștigătorului   | piesa câștigătorului   | piesa câștigătorului   | piesa câștigătorului   | piesa câștigătorului   | piesa câștigătorului   | piesa câștigătorului   | piesa câștigătorului   | piesa câștigătorului   | piesa câștigătorului   | piesa câștigătorului   | piesa câștigătorului   | piesa câștigătorului   | piesa câștigătorului   | Câștigător | Câștigător | Câștigător | Câștigător | Câștigător | Câștigător | Câștigător | Câștigător | Câștigător | Câștigător | Câștigător | Câștigător | Câștigător | Câștigător | Câștigător | Câștigător | Câștigător | Câștigător | Câștigător | Câștigător | Câștigător | Câștigător | Câștigător | Câștigător | Câștigător | Câștigător | Câștigător | Câștigător | Câștigător | Câștigător | Câștigător | Câștigător | Câștigător | Câștigător | Câștigător | Câștigător | Câștigător | Câștigător | Câștigător | Câștigător | Câștigător | Câștigător | Câștigător | Câștigător | Câștigător | Câștigător | Câștigător | Câștigător | Câștigător | Câștigător | Câștigător | Câștigător | Câștigător | Câștigător | Câștigător | Câștigător | Câștigător | Câștigător | Câștigător | Câștigător | Câștigător | Câștigător | Câștigător | Câștigător | Câștigător | Câștigător | Câștigător | Câștigător | Câștigător | Câștigător | Câștigător | Câștigător | Câștigător | Câștigător | Câștigător | Câștigător | Câștigător | Câștigător | Câștigător | Câștigător | Câștigător | Câștigător | Câștigător | Câștigător | Câștigător | Câștigător | Câștigător | Câștigător | Câștigător | Câștigător | Câștigător | Câștigător | Câștigător | Câștigător | Câștigător | Câștigător | Câștigător | Câștigător | Câștigător | Câștigător |

### 2005 – 2006: Discul „That's My Goal” și debutul discografic
La doar câteva zile după încheierea competiției, Syco Music a lansat primul disc single al artistului, „That's My Goal”, cântecul interpretat în ultima seară a concursului. Piesa a înregistrat vânzări de peste 313.000 de exemplare doar în prima zi și peste 742.180 de copii în prima săptămână. Drept rezultat, discul a debutat pe locul 1 în UK Singles Chart, în ultima ediție a clasamentului publicată pentru anul 2005. Discul a devenit cel de-al doilea cel mai bine vândut single al anului 2005 în Regatul Unit. Până în present, „That's My Goal” s-a comercializat în peste 1,3 milioane de exemplare în țara natală a interpretului. Cântecul a ocupat prima poziție și în Irlanda, unde a staționat timp de șapte săptămâni consecutive. De asemenea, piesa s-a clasat pe locul 1 în Taiwan și a câștigat treapta cu numărul 12 în topul mondial. Cel de-al doilea single lansat de artist, „No Promises”, o preluare după cântecul interpretului Bryan Rice, a ocupat locul secund în UK Singles Chart și poziția cu numărul 1 în Irlanda. „No Promises” a primit discul de argint în Regatul Unit, pentru vânzări de peste 200.000 de exemplare. Piesa a fost lansată și în țările din Scandinavia, ocupând poziții de top 20 atât în Norvegia (locul 13) cât și în Suedia (locul 4).
Primul material discografic de studio, intitulat Shayne Ward, a început a fi comercializat la data de 17 aprilie 2006, conținând cele două extrase pe single, „That's My Goal” și „No Promises”. Albumul a primit recenzii favorabile din partea criticilor muzicali de specialitate. Allmusic oferă discului trei puncte dintr-un total de cinci, susținând faptul că „Ward a oferit un album de balade în stilul oricărei trupe de băieți de la mijlocul anilor '90 cu piese puțin schimbate față de cele ale unor formații precum Take That, Boyzone, Westlife, și Blue”. Alex MacGregor (UK Mix), oferă materialului patru puncte din cinci, subliniind același fapt: „baladele sunt similare cele ale unor grupuri muzicale precum Westlife și Backstreet Boys, însă toate sunt unice, în felul lor”.
Ultimul extras pe single al materialului, „Stand by Me”, a primit recenzii negative din partea criticilor muzicali. De asemenea, în clasamente, acesta nu și-a egalat predecesorii, ocupând doar poziții de top 20 atât în Irlanda, cât și în Regatul Unit. Materialul Shayne Ward a debutat pe locul 1 în UK Albums Chart, datorită vânzărilor de peste 200.000 de exemplare înregistrate în prima săptămână. Grație competiției slabe și succesului regional, discul a ocupat locul 1 și în clasamentul mondial. Albumul a primit cvadruplu disc de platină în Irlanda și disc de platină în Regatul Unit.
În luna august a anului 2006, s-a dat publicității faptul că Ward necesita o intervenție chirurgicală pentru înlăturarea unor noduli pe coardele vocale. Artistul a fost transportat în Los Angeles, Statele Unite ale Americii, la începutul lunii septembrie, managerul său susținând faptul că interpretul se va recupera și își va relua ocupația la finalul aceleiași luni. În luna noiembrie, artistul a publicat o autobiografie intitulată My Story. La începutul anului următor, Ward și-a început primul turneu de promovare, ce conținea optsprezece concerte în Irlanda și Regatul Unit. Turneul a luat startul în Dublin și s-a încheiat în orașul britanic Birmingham.

### 2007: Materialul „Breathless”
După încheierea primului turneu de promovare susținut în favoarea materialului discografic de debut, Ward a început înregistrările pentru cel de-al doilea album de studio. În iunie 2007, casa de discuri Syco Music a anunțat faptul că pe data de 17 august 2007 va fi lansat cel de-al patrulea disc single al interpretului, „If That's OK with You”. Datorită promovări slabe, acesta a fost amânat și lansat împreună cu piesa „No U Hang Up” la data de 24 septembrie. „If That's OK with You”/„No U Hang Up” a debutat pe locul 2 în UK Singles Chart, fiind devansat de cântecul „About You Now” al grupului muzical britanic Sugababes. În alte țări, cele două au activate separate. „If That's OK with You” a obținut locul 1 în Irlanda și poziția cu numărul 4 în Cehia, în timp ce „No U Hang Up” a ocupat locul 4 în Danemarca și a devenit cel mai bine poziționat cântec al interpretului în Europa. Ambele piese au activate în clasametul suedez, Sweden Singles Chart, cel din urmă obținând clasări de top 40. Un al doilea extras pe single a fost lansat înaintea comercializări unui album. „Breathless” a debutat pe locul 6 în Regatul Unit și pe locul 5 în Irlanda, urcând până pe locul 2. De asemenea, balada, a obținut locul 1 în Taiwan și a câștigat treapta cu numărul 20 în Europa.
Cel de-al doilea material discografic de studio, Breathless, a debutat pe locul 2 în UK Albums Chart, fiind devansat de albumul Spirit, al interpretei Leona Lewis (câștigătoarea concursului The X Factor din anul 2006). Datorită vânzărilor înregistrate pe plan local, discul a debutat pe locul 15 în United World Chart, un start slab, în comparație cu cel al materialului precedent care a obținut cea mai înaltă treaptă. Cu toate acestea, Breathless, s-a poziționat pe locul 1 în Ireland Albums Chart și pe locul 39 în topul din Danemarca. Albumul a primit atât recenzii favorabile, cât și critici. Allmusic subliniază faptul că „în locul baladelor și-au făcut loc numeroase compoziții R&B cu tempo ridicat asemănătoare cu cele ale lui Justin Timberlake – chiar și prin faptul că se folosește litera «U» în locul cuvântului «you» în titluri precum «No U Hang Up» sau «U Got Me So»”. Alte recenzii favorabile au venit din partea unor publicații precum Digital Spy sau The Times. Breathless a primit de cinci ori discul de platină în Irlanda și discul de platină în Regatul Unit.

### 2008 — 2010: «Obsession»
Ward și-a exprimat interesul cu privire la înregistrarea unui nou material discografic de studio în prima parte a anului 2008, admițând că își dorește să participe la scrierea textelor viitoarelor compoziții. În acest sens, solistul a participat la o serie de sesiuni în Los Angeles, unde a avut ocazia să își dezvolte aptitudinile pentru necesare acestui efort. Printre cei ce s-au implicat în procesul creativ s-au aflat compozitorii Red One și Taio Cruz, cel din urmă participând și la un proiect adiacent al interpretei britanice Leona Lewis — aflată la aceeași casă de discuri ca și Ward — în acest sens cinci dintre înregistrările pregătite pentru ea având posibilitatea să ajungă în posesia artistului, conform informațiilor publicate de mass-media. Lansarea albumului a fost programată inițial pentru finele anului 2009, însă promovarea a fost amânată pentru lunile februarie—martie 2010. Referitor la cântecele realizate până în acel moment, Ward a fost de părere că vor constitui un material solid declarând că „noul meu album este incredibil”. Amânarea materialului a cauzat o serie de tensinui între un grup de susținători ai artistului și casa de discuri ce-l reprezintă, Syco. Ulterior, reprezentanții companiei au anunțat că revenirea artistului se va contura odată cu lansarea unui nou extras pe single, a cărui promovare a fost programată pentru vara aceluiași an. În ciuda acestor informații, compoziția ce a beneficiat de atenție a fost lansată abia pe data de 7 noiembrie, sub forma înregistrării „Gotta Be Somebody”. Cântecul, o preluare după șlagărul din 2008 al formației canadiene de muzică rock Nickelback, a fost interpretat în timpul emisiunii The X Factor, cu doar o zi înaintea comercializării primelor compact discuri conținând înregistrarea. În prima săptămână de disponibilitate „Gotta Be Somebody” s-a vândut în aproximativ 36.000 de exemplare, ocupând poziția cu numărul doisprezece în UK Singles Chart, în timp ce în Irlanda a obținut treapta a zecea.
Interpretul a înregistrat discul într-o serie de locații precum Danemarca, Londra, Suedia sau Statele Unite ale Americii, fiind realizate suficiente compoziții „cât pentru șapte albume”. De asemenea, conform solistului, materialul a fost realizat prin contribuția a peste cincizeci de producători diferiți. Albumul de proveniență, Obsession, a fost lansat pe data de 15 noiembrie 2010, percepția asupra sa fiind împărțită. Trash Lounge a oferit materialului două stele dintr-un total de cinci, afirmând că „problema este că majoritatea cântecelor sună a umplutură și foarte puține sună a șlagăre”, în timp ce CBBC l-a catalogat drept „un album decent”. De asemenea, o serie de alte publicații — printre care 4 Music, Entertainment Focus, Funky.co.uk sau OK — au abordat albumul în cadrul unor recenzii afișate pe website-urile oficiale. Obsession a debutat pe locul unsprezece în Irlanda, devenind primul material discografic al artistului ce nu ocupă prima poziție în ierarhia oficială IRMA, în timp ce în Regatul Unit discul a intrat în UK Albums Chart pe treapta cu numărul cincisprezece.

## Discografie

### Albume de Studio
- 2006: Shayne Ward
- 2007: Breathless
- 2009: Al treilea album de studio

### Discuri single lansate
- „That's My Goal”
- „No Promises”
- „Stand by Me”
- „If That's OK with You”/„No U Hang Up”
- „Breathless”

## Cântece clasate pe locul 1
| Anul  | Single                  | Poziția maximă | Poziția maximă | Poziția maximă | Album       |
| Anul  | Single                  | UK             | IRL            | TAI            | Album       |
| ----- | ----------------------- | -------------- | -------------- | -------------- | ----------- |
| 2005  | „That's My Goal”        | 1              | 1              | 1              | Shayne Ward |
| 2006  | „No Promises”           | 2              | 1              | —              | Shayne Ward |
| 2007  | „If That's OK with You” | 2              | 1              | —              | Breathless  |
| 2007  | „Breathless”            | 6              | 2              | 1              | Breathless  |
| Total | Total                   | 1              | 3              | 2              |             |